# ベーブ・ルース
ジョージ・ハーマン・"ベーブ" ・ルース・ジュニア（George Herman "Babe" Ruth, Jr., 1895年2月6日 - 1948年8月16日）は、アメリカ合衆国・メリーランド州ボルチモア出身のプロ野球選手。「バンビーノ（The Bambino）」「ベーブ（Babe）」の愛称で呼ばれた。

## 概要
7歳の時、セント・メアリー少年工業学校という少年矯正施設に送られ、同校の教官でザベリオ教職会員の修道士マシアス・バウトラー（Matthias Boutlier）と出逢い、野球選手でもあった同師に野球の手解きを受ける。
MLBで1914年から1935年まで、通算22年間プレイした。左投げの投手としてボストン・レッドソックスでメジャーデビュー。外野手の強打者としてニューヨーク・ヤンキースで最も名声を博した。打者としての生涯通算成績で、714本塁打、2213打点、2062四球、長打率.690、OPS1.164、本塁打王12回など、数々のMLB記録を打ち立てており、内最後の3つは2024年現在も破られていない。
1936年、最初にアメリカ野球殿堂入りを果たした5人のメンバーの1人に選出された。
1900年から1919年までのデッドボール時代で1916年までには飛距離の長い本塁打を打つ投手として名声を築いていた。投手としては2度のシーズン23勝を記録し、レッドソックスで三度のワールドシリーズ制覇を経験したが、外野手に転向となった。
1919年には29本塁打を放ち、当時のMLBシーズン最多記録を更新した。同シーズン終了後、レッドソックスのオーナーであったハリー・フレイジーは球団経営を巡る論争の最中にルースをヤンキースに売り渡した。このトレードにより、レッドソックスは86年間にわたりワールドシリーズチャンピオンの座から遠ざかり、これを「バンビーノの呪い」の所為としたジンクスが、ボストンのファンを中心に広まった。
ルースはヤンキース移籍後の15年間で、7度のア・リーグ優勝と4度のワールドシリーズ制覇に貢献した。大きなスイングで通算本塁打数を伸ばし、1920年のライブボール時代の代表的選手となった。
1927年には、ヤンキースの「殺人打線」の一員として60本塁打を放ち、自身の持つMLBシーズン記録を1本上回り更新した。1934年のシーズンを最後にヤンキースを去り、翌年ボストン・ブレーブスに短期間在籍した後、現役を引退した。
選手時代のフィールド外での飲酒や女遊びが原因で、引退後はメジャーリーグクラブの監督になる事を拒否されていた。晩年は公の場に姿を見せることが多く、特に第二次世界大戦においてはアメリカの努力を支持した。
1946年、鼻咽頭癌を患い、2年後に死因となる。2018年にはドナルド・トランプ大統領から大統領自由勲章を追贈された。

## 経歴

### 生い立ち
メリーランド州ボルチモア市ピッグタウンエモリー通り216番地に生まれた。ドイツ系移民であった両親のジョージ・ハーマン・シニア（George Herman Sr.1871 - 1918）とケイト（Kate 1874 - 1912）は、カムデン通り沿いで酒場を自営しており、家族はその2階で暮らしていた。ケイトはルースを含め生涯に9人の子供を産んだが、成人期を迎えることができたのはルースと5歳年下の妹マミー（Mamie 1900 - 1992）の2人だけであった。
ルースは後年、自らの幼年期を振り返って「大変だった」と語っている。母は病弱であり（ルースが16歳のときに結核で亡くなっている）、父は酒場の仕事で息子を見れなかったらしい。ルースは学校をサボっては通りをうろつき、町の不良たちと喧嘩をし、商店の品物を万引きしたり、酒を飲んだり煙草を吸ったりするなどの少年時代であった。

### セント・メアリー少年工業学校
7歳になった頃には既に両親の手には負えなくなり、セント・メアリー少年工業学校という全寮制の矯正学校兼孤児院に送られた。ルースは12年間セント・メアリーで過ごす。そこで少年たちの教官を務めていたローマ・カトリックのマティアス・バウトラー神父 (Matthias Boutlier) と出逢い、教わった野球がルースの人生に決定的な影響をもたらすことになった。以後、ルースは生涯にわたってマティアスを恩師と仰いだ。
マティアスはルースに勉強や洋服の仕立て方を教え、休みの時間には野球のルールや打撃・守備のやり方などを教えた。ルースはその他に学校の吹奏楽部と演劇部にも所属していた。ルースの自伝によると、マティアスは大変な美男で、外の世界に出ればすぐに俳優として活躍できるのではないかと思えるほど見た目が良かった上に、身長6フィート6インチ（約198cm）、体重250ポンド（約113kg）という堂々たる体格の大男であり、ルースは初めてマティアスと対面した瞬間から、それまでに体験したことのない威圧感と畏敬の念を覚えたという。また、マティアスはバットを片手で振るだけで、ボロ布で作った粗末なボールを100m以上も飛ばせるほどの腕力の持ち主であった。
当時、セント・メアリーには800人ほどの少年が収容されており、20から30人ほどのブラザー（神父）が少年達の教官を務めていたが、その中でもマティアスほど少年達から慕われていた教官は他にいなかったとルースは語っており、実際にマティアスはルースの卒業後にセント・メアリーの校長に昇格している。また、ルースがマティアスを尊敬していたエピソードとして、ルースは歩く時に内股にして足を引きずる癖があったが、マティアスの癖を真似たものであり、その癖は生涯治らなかった。
なお、ルースが23歳のとき、ルースの父は自身が経営していた酒場で客同士の喧嘩に巻き込まれて命を落としている。しかし、ルースは母が亡くなった時には非常に悲しんだが、父とは疎遠であり、父が亡くなったときにはそれほど悲しんだ様子はなかったという。酒場で年中働き詰めだった父とは顔を合わせる事も少なく、7歳のときからセント・メアリーで実の父よりも長い期間をマティアスと共に過ごしたルースにとっては、マティアスこそが「育ての父」であった。

### プロ入り
1913年、野球部のエースとして君臨していたルースの活躍は、偶然試合を見に来ていたジョー・エンジェルの目に留まる。ワシントン・セネターズの投手であったエンジェルは、すぐさまボルチモア・オリオールズのオーナー兼監督のジャック・ダンにルースを紹介した。その場でルースの練習風景を30分ほど見たダンは、即座に年給600ドル（現在の金銭価値に換算すると約6万6000ドル）の契約を結ぶ。1914年2月14日、ルースが19歳の時だった。ルースは「もともと仕立て屋として就職する予定であり、手先が大事な仕事だから、（手を痛めることが大いにあり得る）野球はもう辞めようと決意していただけに、感無量のうれしさがあった」と語っている。
外部から隔離された全寮制の矯正学校での生活が長かったためか、世間知らずで子供じみたところのあったルースは、早速チームメイトたちから「ジャック（・ダン）の新しいベーブ（赤ちゃん）」と揶揄されるようになる。このときの「ベーブ」というあだ名は、生涯残ることになり、以後は周りから「ベーブ・ルース」と呼ばれるようになった。なお、オリオールズ時代以降のチームメイトは「ベーブ」と呼ぶことを意図的に避け、「ジョージ」「ジッヂ」「バム」などと呼んでいたりした。
1914年7月7日、ダンはルースを他の2名の選手とセットにして、金銭トレードに出す計画を立てていた。相手チームはフィラデルフィア・アスレチックスであった。しかし、ダンが要求していた1万ドル（現在の金銭価値に換算すると22万ドル）という額により、交渉は決裂。オリオールズが業務提携を結んでいたシンシナティ・レッズとも決裂した。

### レッドソックス時代

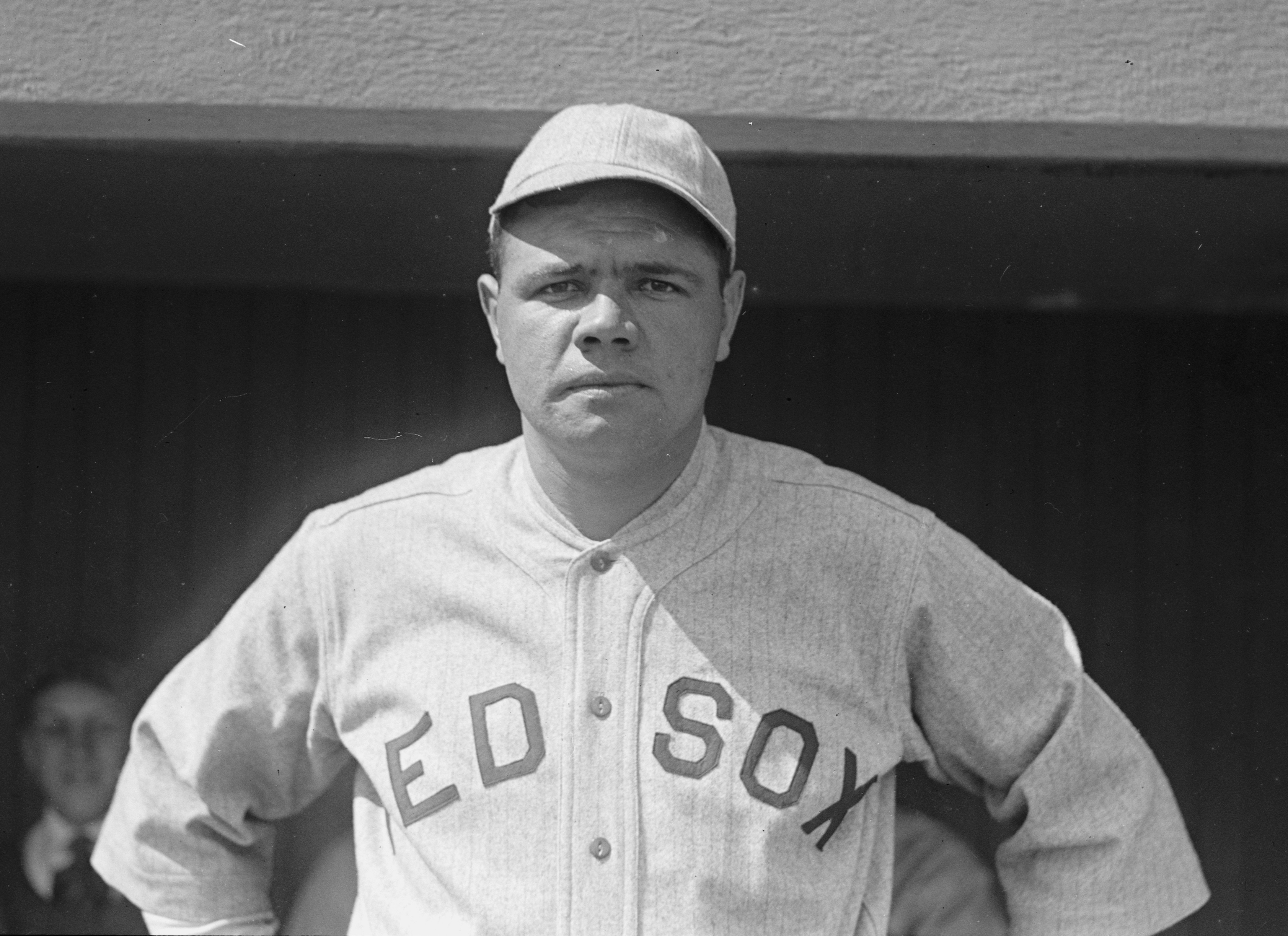
ボストン・レッドソックス時代（1919年）

1914年7月9日にはボストン・レッドソックスのオーナーのジョー・ランニンと交渉を成立させる。契約金の額については諸説あり、不明である。
メジャーリーグデビューとなった1914年、ルースは5試合に出場し、内4試合は投手としてマウンドに登った。デビュー戦となった7月11日には、初登板初勝利を挙げる。当時のレッドソックスはスター選手を多く抱えていたため、登板機会がさほど与えられないままマイナーリーグへ降格された。ルースが「登板できないなら打撃で貢献しよう」とバッティング練習をすれば、自身のバットを折られるなどの嫌がらせにも遭ったというが、ルースはどこからか古いバットを見つけてきてバッティング練習を続けたという。ルースに代打は送られた。ルースの降格先のインターナショナルリーグ所属チームプロビデンス・グレイズは、後の200勝投手カール・メイズも所属しており、見事にリーグ優勝を果たす。シーズン後の1914年10月17日に、ルースはボストンで知り合ったウェイトレスのヘレン・ウッドフォードと結婚した。
1915年、シーズン前の春季キャンプにて、レッドソックスの先発ローテーション入りを果たす。同年、ルースは18勝8敗の好成績を記録し、レッドソックスはアメリカンリーグのペナントを制した。また、バッティングでもチームに貢献しており、打率.315に加えて本塁打を4本打っている。レッドソックスは4勝1敗でワールドシリーズを制したが、ルースに登板の機会はなく、唯一の打席でも内野ゴロに終わっている。
1916年、若干春季キャンプで苦しむものの、23勝12敗、防御率1.75、9完封を記録する。防御率と完封数はリーグ1位であり、完封数は1978年にロン・ギドリーが並ぶまでの間、左投手としてはリーグ記録であった。同年6月27日のフィラデルフィア・アスレチックス戦では自己最多の10奪三振を奪ったり、大投手ウォルター・ジョンソンに投げ勝ったりするなど、ルースは投手としての実績を着々と積んでいった。トリス・スピーカーがクリーブランド・インディアンスへ移籍したが、レッドソックスは投手陣の踏ん張りで再度ワールドシリーズに進出。ブルックリン・ロビンスに対し、ルースは14イニング1失点の成績で、チームは4勝1敗の成績でワールドシリーズ2連覇を果たした。
1917年もルースは大活躍を見せ、24勝13敗、防御率2.01、6完封に打率.325の成績を残す。しかし、チームは100勝を挙げたシカゴ・ホワイトソックスの快進撃に及ばず、9ゲーム差の2位に終わった。6月23日のワシントン・セネターズ戦でルースは、先頭打者に四球を与えた後、怒りに狂い、審判を殴ってしまう。ルースには10試合の出場停止処分が下された。7月11日の試合は、デトロイト・タイガースに対し、1-0の1安打完封勝利を挙げる。ルースは後年、この試合を「現役生活で一番興奮した試合」であったと振り返っている。
1918年は20試合を投げ、13勝7敗、防御率2.22を記録する。。また、11本塁打を放って生涯初となる本塁打王のタイトルを獲得した。長らくメジャー唯一となる「同一年度での10勝かつ10本塁打」であった1918年以降、ルースは主に外野手として起用された。同年は7月に監督と口論になり、一時期チームの帯同から外れていたため、若干成績に落ち込みが見られるシーズンであった。チームはワールドシリーズに出場し、ルースは第1戦と第4戦の先発投手を任された。両試合ともに勝ち星を挙げ、17回を投げて自責点2、防御率は1.06を記録する。ワールドシリーズでの連続無失点イニング数は29.2回を記録し、これはホワイティー・フォードが1961年に破るまでMLB記録であった。この年の右翼席へ打ち返した打球が当時のルールでサヨナラ三塁打と認定されたが、現行ルールではルースは通算715本の本塁打を放っていることになる。

#### 打者としての台頭
1915年から1917年にかけてルースが投手以外で起用されたのは、2年間で44試合であった。1917年のシーズン終了後、チームメイトであったハリー・フーパーは、「ルースは野手として毎日試合に出場した方が価値は上がる」との提言をしている。
ルースが外野を守る回数が増え、登板する機会が減っていったのは1918年からである。かつてのチームメートであるトリス・スピーカーは、「投手でありながら登板のない日に野手として試合に出るのは馬鹿げたことだ」と話し、この転向がルースの選手生命を縮めるかもしれないと見ていたが、ルース自身は打撃の方に関心が移っていき、本格的に野手に転向することになる。この年、ルースは打率.300、11本塁打という記録を、レギュラー野手としては圧倒的に少ない317打数で達成している。
1919年には、130試合に出場するも、わずか17試合しか登板しなかった。同年に放った29本塁打は当時のMLB記録である。当時、本塁打はシーズンで2桁打てばスラッガーであり、最初期の「飛球をワンバウンドで取ってもアウト」というルールの影響から、本塁打自体の評価も低かった。ルースの29本という本数は当時としては驚異的であり、過去のMLBの本塁打数記録が調べ直され、それまでの最多本塁打記録が1884年のネッド・ウィリアムソンの27本（右翼が約60mなど本拠地が異常に狭かった球場での記録）に修正されるなど、文字通り歴史を塗り替える画期的な出来事であった。ルースの登場により、飛ばないボールのデッドボール時代が終わり、本塁打が連発されるライブボール時代が始まった。

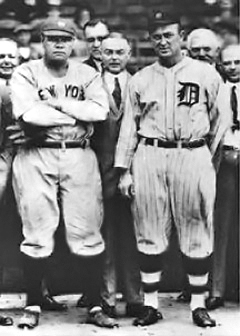
タイ・カッブ（右）と（1920年）

ルースの猛打の噂は瞬く間に広がって、プレイを一目見たさに大観衆が詰めかけた。第一次世界大戦終戦による解放感、さらには未曾有の好景気から、大衆は華やかで、派手で、爽快なパフォーマンスをニーズとしており、ルースの打率は需要があった。ルースは食べる量が増え、オリオールズ時代のチームメイトは、ルースの胃袋の大きさに驚いたという。1919年には、ルースの肉体は1916年当時の背の高いアスリートらしい姿から丸々と太った体型へと変化していた。筋肉質の下半身はおかしなほど細く見えたが、シーズン2桁盗塁を5回記録するなど、走者としても野手としても問題はなかった。ルースのライバルといえる大打者のタイ・カッブも、後年にルースを「太っている割には走るのが速かった」と述べている。
また、カッブは、もしルースが最初から野手として起用されていたらもっと本塁打数は伸びていたのではないか、という意見に対し、「ルースは投手だったからあの大振りが許されたんだ。もし野手だったらもっと粘ったり、当てにいく打ち方が求められただろう。大振りして無様な三振をしようものなら、それも奴は若造だったから、大目玉を食らっていただろうよ。だけど奴は投手だったから誰も気にしなかった。だから奴は自分なりの打ち方をいろいろと試すことができて、打者に転向した頃には、確固たるものに仕上がっていたんだよ」と分析している。

### ヤンキース時代
1919年12月26日、レッドソックスのオーナーのハリー・フレイジーは、ルースをニューヨーク・ヤンキースへと金銭トレードで放出する。有名な定説によれば、当時劇場を経営していたフレイジーは、「ノー・ノー・ナネット」というブロードウェイ劇の予算を賄うために、ルースを始めとした有力選手を他球団に売却したとされている。この売却には、ルース自身の高騰する年俸も大きく関わっていた。
1919年シーズン終了後、ルースは前年の給料の2倍である2万ドル（現在の金銭価値に換算すると22万ドル）を要求した。これを拒否したフレイジーに対し、ルースは引退をちらつかせるなどの強硬行為に出た。我慢がならなくなったフレイジーは、結局ルースをトレードに出すことにする。当時、ルースのトレードの交渉相手となってくれたのは、シカゴ・ホワイトソックスとヤンキースの2球団のみであった。他の5球団は、フレイジーをレッドソックスの経営陣から追い出そうとしていたリーグ会長のバン・ジョンソンによる差し金により、交渉のテーブルに着いてさえくれなかった。ホワイトソックスはシューレス・ジョー・ジャクソンに加えて6万ドル（現在の金銭価値に換算すると65万ドル）を提示するも、ヤンキースのジェイコブ・ルパートとティリンゴースト・ヒューストン両オーナーは金銭のみで10万ドル（現在の金銭価値に換算すると109万ドル）を提示。12月26日にはヤンキースとの交渉がまとまり、その10日後には正式に発表された。
レッドソックスにとっては、これが長らく言われる「失敗トレード」となり、長くワールドシリーズを勝てないジンクスが生まれ、「バンビーノの呪い」と揶揄される原因となった。

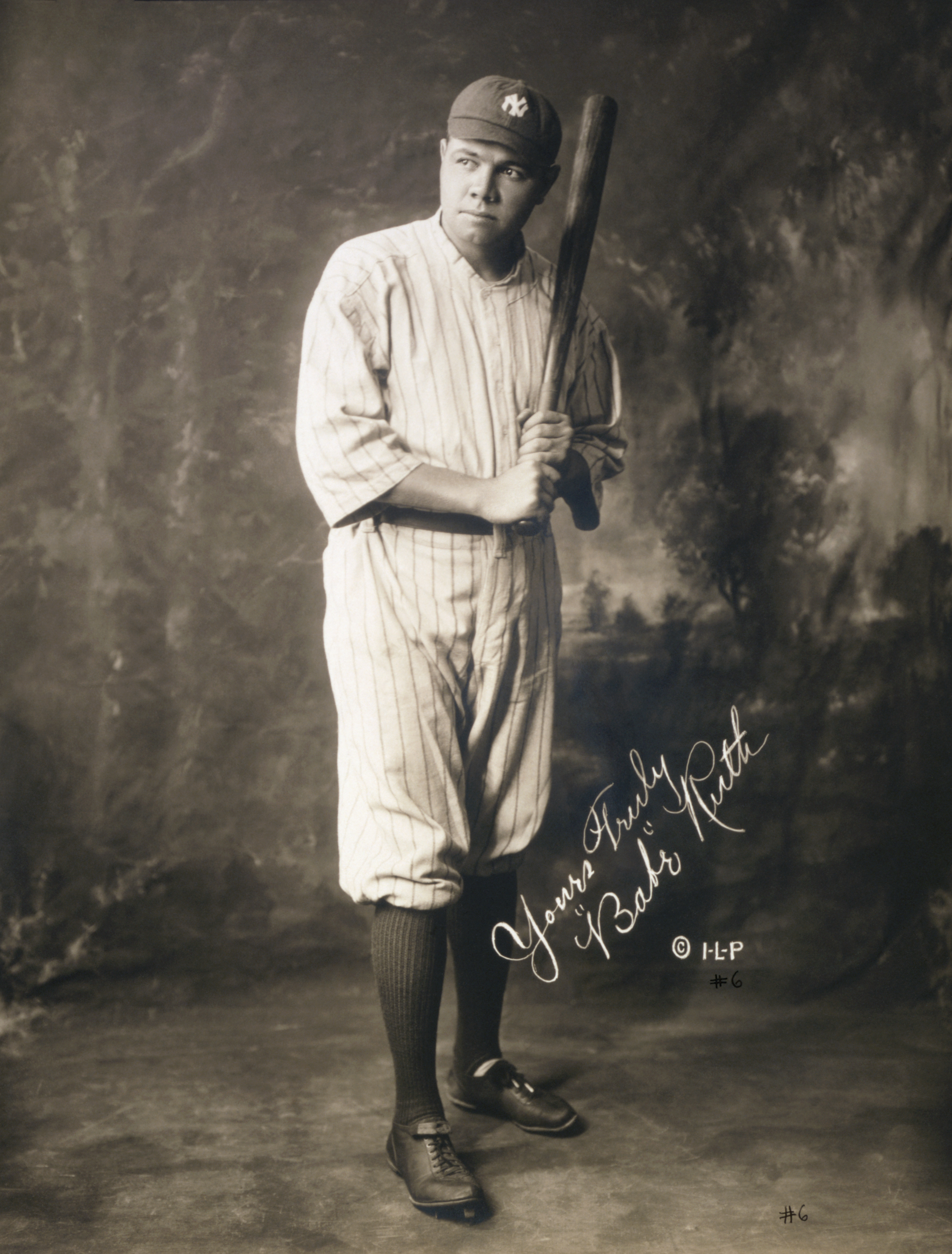
ニューヨーク・ヤンキース時代（1920年）

ヤンキースに移籍後のルースは、投手から打者へと完全に移行していた。ヤンキースでの15年間で2000試合以上に出場したが、投手としてマウンドに上がったのは内5回である。5回とも勝ち投手となっており、登板は元投手であるベーブ・ルースのデモンストレーションやファンサービスの意味合いが強かった。
ヤンキースでのデビュー年となった1920年には、「もうこれ以上の本塁打記録は生まれないだろう。前年が異常だっただけで、あれほどの本塁打数は期待できない。20本も打てれば上出来だろう」と言われながら、ルースは打率.376、54本塁打を記録し、周囲を驚嘆させる。同年に記録した長打率.847は、2001年までMLB記録であった。この年にルースが放った54本塁打というのは異常な数値であり、2位はセントルイス・ブラウンズの強打者、ジョージ・シスラーの19本と、約3倍の差で突き放す圧倒的な本数だった。また、ルースよりも多く本塁打を打った「チーム」はフィラデルフィア・フィリーズのみ（64本）であった。

#### ヤンキース第1期黄金期・本塁打記録
1921年から1928年まで、ヤンキースは第1期黄金時代を迎え、アメリカンリーグで6回優勝し、ワールドシリーズで3回優勝した。ルースは1921年、打率.378、59本塁打を記録し、ヤンキースをチーム史上初のリーグ優勝に導く。7月18日には、現役通算139本目の本塁打を放ち、ロジャー・コナーの記録をたった8年のプロ選手生活で更新する。ルースの名前は当時本塁打の同義語として扱われ、野球というスポーツそのものに新しくパワーの概念を導入した。ルースが打った中で一番大きな本塁打は、1921年7月18日にデトロイトのネビン・フィールドでの一本といわれている。中堅場外に消えていった打球は、175メートルの特大弾であった。
1921年当時は現在とは多少本塁打に関するルールが異なっていたため、もし現行のルールでルースがシーズンを送っていたら、彼はこの年に104本の本塁打を記録していただろうという研究もある。ビル・ジェンキンソンが2006年に執筆した本 “The Year Babe Ruth Hit 104 Home Runs”（和題：ベーブ・ルースが104本塁打を打った年）によれば、1931年までアメリカンリーグではファウルポールに直撃した打球はエンタイトル二塁打扱いであった。また、フェアゾーンでフェンスを越え、ファウルポールを巻いてファウルゾーンに落ちた打球は、現在では当然のごとく本塁打扱いになるが、当時はファウルであった。これらのデータを全て集計すると、ジェンキンソンによれば、ルースは104本塁打を記録していたことになる。ルースがこの年に記録した総塁打数（457）、長打数（119）、出塁数（379）は、未だに破られていないMLB記録である。
ヤンキースは1921年にワールドシリーズまで進出した際、非常に高い期待を背負っていた。相手チームのニューヨーク・ジャイアンツに対し、最初の2試合は勝利したが、ルースが第2戦で盗塁をした際に肘を故障。結果的にルースは残りの試合を欠場（最終戦のみ代打出場）し、ヤンキースもジャイアンツに敗れた。このワールドシリーズでは、ルースは打率.316、1本塁打、5打点を記録している。
この直後にルースはまた不祥事に巻き込まれることになる。ワールドシリーズ終了後、ルースは地方巡業に参加したのだが、当時はシリーズ出場選手がオフに商業試合に出場する事が禁止されていた。選手が勝手に「ワールドシリーズの再戦」と銘打った試合をオフに組む事により、シリーズ自体の商品価値が下がるのを防ぐのがルールの目的であった。これを受け、当時のコミッショナーのケネソー・ランディスはルースを1922年シーズンの最初の6週間出場停止とした。
1922年にルースは打撃に関する研究のため、コロンビア大学に招かれた。結果、研究者はルースが最も強打できるコースは外角膝上の高さであり、完璧な打撃をした場合のスイングスピードは秒速34メートル（120km/h超）で、ボールの飛距離は140から150メートルにまで達するとわかった。また、異なるサイズの小さな穴に棒を差し込んでいくことで根気を調べる臨床試験では、ルースは500人の被験者中最高位を示した。他にも、ルースの目は暗室で点灯する電球に対して常人よりも20ミリ秒早く反応するなど、いずれも超人的な計測結果を記録した。このことについて、チームメイトのジョー・デュガンは「ルースは普通に生まれたんじゃない。奴は木から落っこちて来たのさ」と表現している。
1922年5月20日に処分が解けたルースは、ヤンキースのキャプテンに就任する。5日後に審判に泥を投げて退場処分を受け、さらには観客と乱闘をするという醜態を晒したために、キャプテンの地位を剥奪された。同年、ルースは110試合に出場し、打率.315、35本塁打、99打点を記録する。この年もヤンキースはワールドシリーズに出場し、再度ニューヨーク・ジャイアンツと戦うが、またもチームは敗退。ジャイアンツの監督ジョン・マグローは、自チームの投手に「ルースにはカーブしか投げるな」と指示し、これが功を奏してルースは17打席でわずか2安打という大不振でシリーズを終えた。
1923年にヤンキースは本拠地を、それまでジャイアンツから間借りしていたポロ・グラウンズから、ヤンキー・スタジアムへと移転する。「ルースが建てた家」と呼ばれたこの球場が開場した試合で、第1号本塁打を飾ったのはルースであった。この試合で使われたバットは2004年12月2日に126万5000ドルで落札され、最も高価で落札された野球バットとしてギネス世界記録に認定された。1923年シーズンにルースは自己最高打率.393、41本塁打を記録。この年も3年連続でワールドシリーズの組み合わせがヤンキース対ジャイアンツになり、ルースは打率.368、3本塁打に長打率1.000を記録した。ヤンキースはチーム史上初のワールドチャンピオンに輝いた。

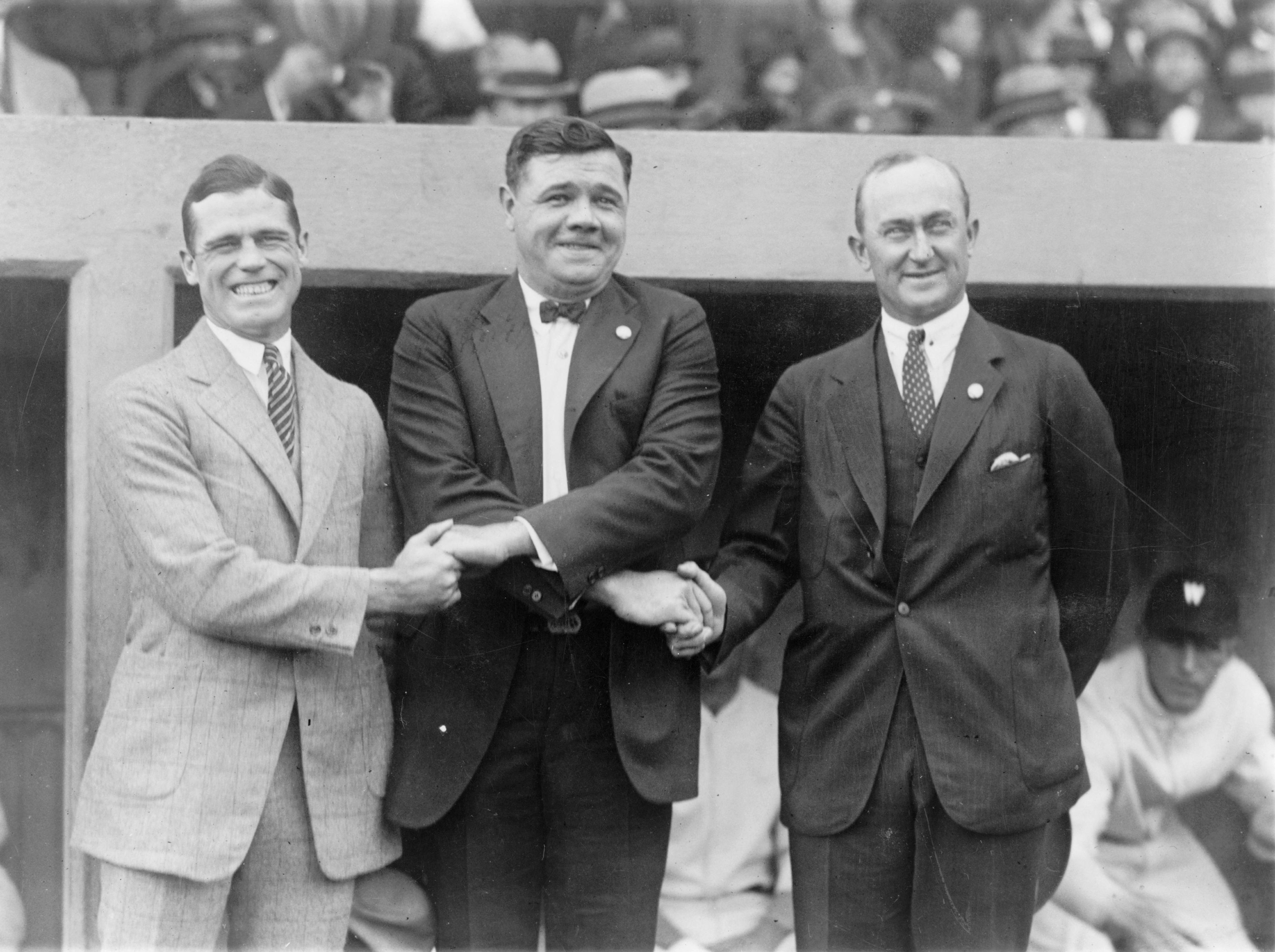
（左から）ジョージ・シスラー、ベーブ・ルース、タイ・カッブ（1924年）

ルースは1924年も三冠王級の活躍を見せる。打率.378で自身唯一の首位打者に輝くと、両リーグ1位の46本塁打を記録。121打点はグース・ゴスリンの129にわずかに届かない2位であった。この年、ヤンキースはワシントン・セネターズに2ゲーム差でリーグ2位に終わった。
好成績を残してきたルースではあったが、1925年にはプロ入り後初めての挫折に見舞われる。試合前にホットドッグやソーダ水を飲み続けるなどの不摂生、性病、そしてアルコール過多などにより、高熱や腹痛に悩まされるようになった。正確な病因は現在でも不明ではあるが、この年のルースはヤンキースでの選手生活の中で最低のシーズン（打率.290、25本塁打）を送る。ヤンキースも69勝85敗と大きく負け越した。
1926年は一念発起して、それまでの不摂生な生活を改め、練習に打ち込み、打率.372、47本塁打、146打点と成績を回復させた。ヤンキースはリーグ優勝を果たし、ワールドシリーズへと駒を進めるが、ロジャース・ホーンスビー擁するセントルイス・カージナルスに3勝4敗で敗れた。ルース自身は第4戦に3本の本塁打を放つなど、バットでは貢献するものの、走塁ミスを犯す。2-3とヤンキースが1点差を追っていた第7戦、9回裏二死で一塁走者だったルースは果敢に二塁盗塁を狙うも、呆気なく刺されてしまい、チームは敗退。これはワールドシリーズ史上唯一、シリーズが盗塁死で終わった事例となっている。なお、この1926年のワールドシリーズでは、ルースは病の床にあった11歳の少年ジョニー・シルベスターに本塁打を打つことを約束し、実際に約束を果たしている。
1927年のヤンキースは歴史的なチームであり、その打線はあまりの強烈ぶりから「殺人打線」と呼ばれていた。チームはリーグ記録となる110勝を達成し、19ゲーム差でリーグ制覇。ワールドシリーズでもピッツバーグ・パイレーツ相手に4連勝でワールドチャンピオンに輝き、見事な形でシーズンを終えた。
シーズン中、チームの順位は早々と決してしまっていたので、国民全体の期待はルースが何本の本塁打を打つのか、というところに注がれた。それまでの記録はルース自身が持つ59本であったが、それを超えるには幾つもの高いハードルがあった。年間59本を達成した1921年当時と比べて、相手投手はまともにルースと勝負しなくなっており、ルース自身も長年の不摂生から来る故障などを抱えていた。だが、60号を達成するにはプラスの要素もあった。強力な打線ゆえに打席がたくさん回ってくること、そして、チームメイトであり、ルース自ら打撃を指導するなどしていたルー・ゲーリッグの台頭である。実際、シーズンの途中まではゲーリッグはルースの本塁打数を上回るなど活躍。9月の1か月間でルースが17本塁打を放つなどして追い抜いて、9月30日には60号を達成するが、後年ルースは、ゲーリッグの存在が大きく、彼がいたから相手投手もルースと勝負せざるを得なくなっていたと述べている。この年は、151試合の出場で、60本塁打に加えて、打率.356、164打点、長打率.772を記録。実に4度目となる本塁打記録更新であった。
1928年もヤンキースにとっては良いスタートとなり、7月の時点で2位のチームを13ゲーム差で突き放すことに成功していたが、けが人の増加に投手陣の崩壊なども重なり、チーム成績は停滞。その間、フィラデルフィア・アスレチックスが快進撃を遂げ、9月に1位になった。しかし、同月の直接対決4連戦でヤンキースが3勝し、首位の座を再び奪還。ルースの成績もチームのパフォーマンスと比例していた。自身もチーム同様、ロケットスタートに成功し、8月1日の時点では42本塁打を放っていた。前年の60本ペースをさらに上回る。ところが、シーズン後半に踵の痛みに悩まされ、最後の2カ月では12本しか本塁打を打つことができなかった。それでも最終的にシーズン54本塁打の記録を残し、自身4度目の50本塁打を達成することとなった。
1928年のワールドシリーズは、1926年の再戦となった。対戦相手のカージナルスはホーンスビーがトレードで退団していた以外は2年前のチームと変わっていなかった。このシリーズでは、ルースが第4戦で再度3本の本塁打を放つなど、打率.625（ワールドシリーズ史上2位の記録）、3本塁打、3二塁打、OPS2.022を記録。さらにゲーリッグも打率.545を記録し、ヤンキースはカージナルス相手に3連勝する。ヤンキースはワールドシリーズでの4連勝（スウィープ）を2年連続で達成した初のチームとなった。

#### 予告ホームラン・極東遠征・移籍
1929年には、ヤンキースは4年振りにワールドシリーズ進出を逃した。一方でルースは1929年から1931年にかけて3年連続で本塁打王のタイトルを獲得した。1930年シーズンの途中には、1921年以来初めてマウンドに上がり、完投勝利を挙げている。また、同年にヤンキースは日常的に背番号制を導入した初めての球団となった。当時の背番号は打順を表し、ルースは日頃から3番打者を務めていたため、「3」が与えられた。
1932年には、ヤンキースはジョー・マッカーシー監督の下で、107勝47敗とリーグ優勝を成し遂げ、ルースも打率.341、41本塁打、137打点を記録。ワールドシリーズではギャビー・ハートネット率いるシカゴ・カブスと対戦し、4連勝でカブスを下した。

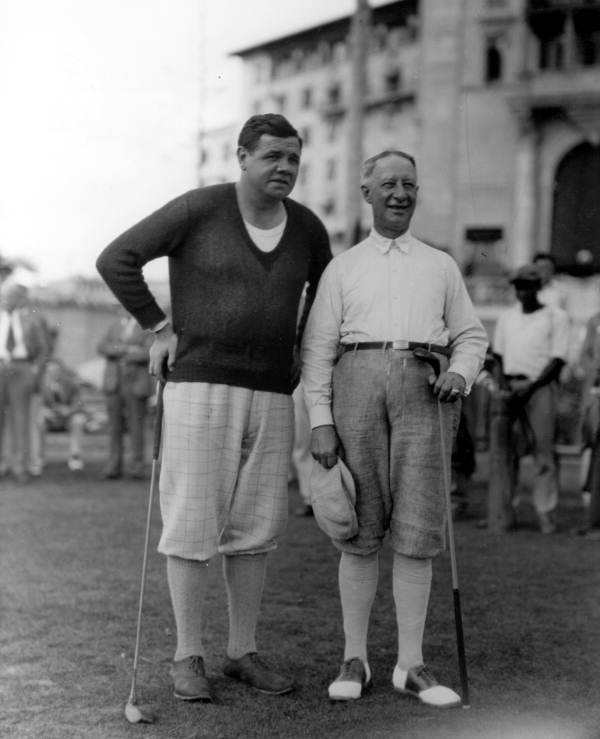
アル・スミス元ニューヨーク州知事とフロリダ保養地にて（1930年）

このシリーズの第3戦で、ルースは球史に残る有名な「予告ホームラン」を放つ。打席に立ったルースは外野フェンスを指差し、打った球はバックスクリーン一直線の本塁打となった。37歳になっていたルースだが、ボールは490フィート (150 m)は飛んだのではないかといわれている。長年にわたって論争の的となってきたのは、本当にルースはスタンドを指差したのか? という疑問である。対戦相手のカブスの投手チャーリー・ルートは、ルースの予告ホームランを真っ向から否定しており、3球目の投球モーションに移る前に「この野郎、俺を三振させるには、もう1つストライクを投げなければダメなんだぞ」と怒鳴って人差し指を突き出してきた。その後にたまたま、中堅のスタンドに飛び込んだので、あんな話が出来上がってしまったのだと述べている。しかしながら、ルートには投球時にわずかに振り向くという癖があり、他の出場選手は、ルートは単にルースの動作を見逃しただけではないかと証言した。本塁打に関する公式のフィルムはない。スタンドで観戦していた観客の撮影した家庭用フィルムを見ても、真偽は不明である。ただし投手方向に向かって指をさしている姿は確認できる。この予告本塁打について、ルースは自伝の中で、「ブラッシュボールが来て頭にきていたのでよく覚えていないが、スタンドを指差すのはこのとき以外にも時々やって実際に本塁打を打った」と記している。なお、この本塁打はルースがワールドシリーズで放った最後の安打となった。
1933年にもルースは、打率.301、34本塁打、103打点の好成績を残し、リーグ最多の114四球を記録。この年、初めてのオールスターゲームがシカゴのコミスキー・パークにて開催され、ルースはオールスター史上第1号となる本塁打を飾る。このときに打った2点本塁打により、アメリカンリーグはナショナルリーグを4-2で下した。
1933年シーズン終盤には投手として1試合だけマウンドに上がり、完投勝利を挙げる。これが投手としての最後の登板となった。ヤンキース時代における投手としての出場は5試合であり、主にファンサービスのためではあったが、そのすべてで勝ち投手となっている。ルースは通算成績で投手として94勝46敗という記録を残している。
1934年、打率.288、22本塁打を記録し、2年連続でオールスターに選出される。オールスターゲームではカール・ハッベルが5連続奪三振を成し遂げ、ルースは不名誉にもその一人目の打者であった。1934年シーズンはルースがヤンキースの一員としてプレイした最後の一年であったが、ヤンキー・スタジアムでの最終戦では、たったの2000人しか観客がいなかった。ルースはこの時点で、個人的な目標だった700本塁打を達成しており、いつでも引退する用意はできていた。
この後、ルースはメジャーリーグ選抜軍の一員として極東遠征に出る。22試合のうち、ほとんどは日本開催であった。選抜軍にはルースのほかにも、ゲーリッグ、ジミー・フォックス、レフティ・ゴメス、アール・アベリル、チャーリー・ゲーリンジャーなどが参加していた。野球は既に日本でも人気を博しており、ルースも各地で歓迎を受けた。この極東遠征は日本における野球人気の形成に大きく寄与したと考えられており、1936年には日本初のプロ野球リーグが設立された。
この頃になると、ルースは自身の選手としての終わりが近づいていると悟っていた。既に心はヤンキースの監督になることに決めており、マッカーシー監督の後任になる希望を隠しきれずにいた。しかし、オーナーのルパートはマッカーシーを辞めさせる気はなく、逆にルースとマッカーシーとの間に大きな軋轢を残した。
ルパートはルースに、ヤンキース傘下のマイナーリーグチームのニューアーク・ベアーズの監督にならないか、というオファーを出し、ヤンキースの監督になるならマイナーで監督経験を積んでくるように言った。その場合はマイナーの指揮をとるため、選手としては引退しなければならなかったが、ちょうど引退を考えていたルースは検討することにした。しかし、ルースの妻であったクレア・メリット・ルースと彼のマネージャーはオファーを蹴るように、とのアドバイスを出す。そのため、選手としてもう1年ヤンキースでプレイするつもりでいたが、ヤンキースの年俸提示はわずか1ドル。これを受けてヤンキースを退団することを決めた。
ルースを雇うと考えていたチームはフィラデルフィア・アスレチックスとデトロイト・タイガースの2チームのみであった。アスレチックスのオーナー兼監督のコニー・マックは、ルースのために監督の座を降りる事を検討していたが、後にルースが監督になれば実質的な覇権を握るのは彼の妻になると考え、撤回した。同時期にはタイガースも撤回し、ルパートは真剣にルースの引き取り手を探すことになる。

### ブレーブス時代
ボストン・ブレーブスのオーナーのエミル・フックスがルースを引き取った。ブレーブスはそれなりのチームとして結果を残していたが、フックスは負債に悩んでおり、本拠地ブレーブス・フィールドの賃料を支払えない状態であった。当時集客力があったルースはちょうどよい補強だった。
電話と文書と会議を重ね、ヤンキースはようやく1935年2月26日にルースをブレーブスにトレードした。ルースは選手としてだけではなく、チームの副代表として選手の獲得や人事に関する権限を握る事になる。また、ブレーブスのビル・マケシュニー監督に仕える助監督にも就任した。さらにフックスは、ルースに球団の利益の分け前を与えると同時に、副社長への就任の可能性や、さらには早くて1936年シーズンから監督就任の可能性も伝えていた。
メディアの注目の中で、ルースは本拠地としてのボストンに16年ぶりに帰ってきた。ニューヨーク・ジャイアンツとの開幕戦には2万5000人の大観衆が集まり、4-2でブレーブスが勝利。ルースは全得点に絡む大活躍を見せた。ボストンはレッドソックスの牙城であったが、ルースの存在により、ブレーブスにボストン市民の注目が集まりつつあった。
しかし、それ以降はチームが低迷。5月20日の時点で7勝17敗と、ほとんどシーズンは既に終わったも同然であった。ルースはシーズン序盤は多少打ってはいたものの、怪我と不摂生のため、守備と走塁の衰えは著しく、ベースをノロノロ歩き回るのが限界であった。フックスに契約前に「空いている外野に入ってもいい」と言われていたが、守備の衰えはあまりにもひどく、ブレーブスの投手陣は「ルースがラインアップにいる以上、マウンドに上がることはできない」とボイコット寸前の姿勢を見せていた。マケシュニー監督もチーム運営に際してルースの助言を受け入れることはほとんどなく、助監督と副代表としての役職は名ばかりであったということにルースは激怒。フックスがルースにしていた「球団の利益の分け前を与える」という約束も嘘であった。それだけではなく、フックスはルースにチームに資金を投じることさえ望んでいた。
5月25日にピッツバーグのフォーブス・フィールドで行なわれたパイレーツ戦で、ルースは4打数4安打、3本塁打、6打点を記録するも、チームは7-11で敗戦。現役最後の本塁打となった一本は、フォーブス・フィールドの場外に消える特大アーチとなった。その5日後の5月30日、ルースはフィラデルフィアで行われたフィリーズ戦に臨む。初回表に三振した後、その裏の守備の際に膝を痛めてそのまま途中交代となった。これがルースの現役最後の姿となった。
そして2日後の6月1日、ジャイアンツとの試合が終わった後、ルースは新聞記者をロッカールームに集めて現役引退を表明した。本当はルースは5月12日の時点で引退したがっていたが、フックスが「まだすべてのナショナルリーグの球場でプレイしていないじゃないか」とルースを説得していたため、この日になった。最後となった1935年シーズンのルースの成績は、打率.181、6本塁打という現役最低の成績だが、72打数で本塁打6本という数字を残している。チームは38勝115敗で終わり、この成績はMLB史上3番目に悪い記録である。このシーズンをルース本人は「消してしまいたい1年」と語っている。シーズンオフにはコーチや監督としてのオファーを待っていたが、結局どこからもなく、ルースは「もしも『君が必要だ』と言われていたら、どこへでも喜んで行った」と振り返っている。

### 引退後
現役を引退した翌1936年、アメリカ野球殿堂の最初期メンバー5名のうちの1人に選ばれる。その2年後の1938年、ブルックリン・ドジャースのゼネラルマネージャーだったラリー・マクフェイルのオファーを受け、ドジャースの一塁コーチに就任する。打撃の指導などのほかに、若い選手にファンへのサービスが悪いと注意していた。1年で辞任。MLBにおけるルースの最後の仕事となった。
第二次世界大戦中の1943年、ヤンキー・スタジアムで行われたチャリティー試合で、ルースは代打として登場し、四球を選ぶ。1947年には、退役軍人の会であるアメリカ在郷軍人会の少年野球プログラム担当に就任した。

#### 晩年

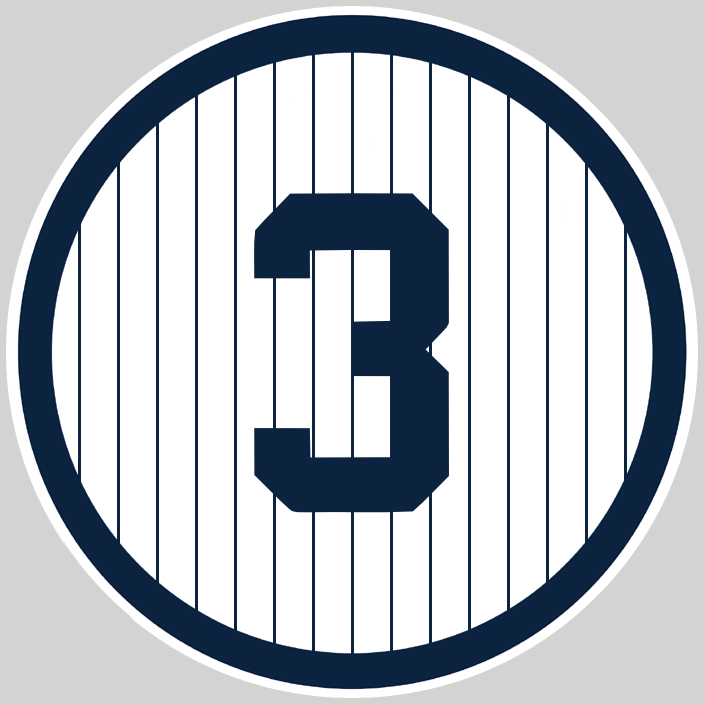
ルースのヤンキース在籍時の背番号「3」。1948年、ニューヨーク・ヤンキースの永久欠番に指定。

1946年、ルースは左目に強い痛みを感じるようになった。同年11月にニューヨークのフランス病院を訪れた際、首に腫瘍があるのが発見される。腫瘍は悪性であり、左内頸動脈を取り囲んでしまっていた。放射線療法による治療を受けるものの、1947年2月に退院する頃には36kgも体重が落ちていた。ルースは激しい頭痛や嗄声に見舞われていたが、化学療法 (悪性腫瘍)でテロプテリン（Teropterin）と呼ばれる新薬が投与され、一時的に症状は緩和する。頭痛は回復し、体重も9キロ戻った。現在では、ルースの病名は鼻咽頭癌の一種であったことが分かっている。
1947年4月27日、古巣ヤンキースはヤンキー・スタジアムにて「ベーブ・ルース・デー」を開催した。健康だとし、ルースは6万人を超える観客の前でスピーチをした。ゲーリッグの「私は世界一幸運な男です」という有名なスピーチのように特別な名言があったわけではないが、ルースは心を込め、野球と次世代を担う子供たちに向けて愛情を込めて話した。後にルースはベーブ・ルース財団を設立し、恵まれない子供達へのチャリティー活動を行う。このチャリティーの募金活動のため、1947年9月にヤンキー・スタジアムにてベーブ・ルース・デーが再度開催された。

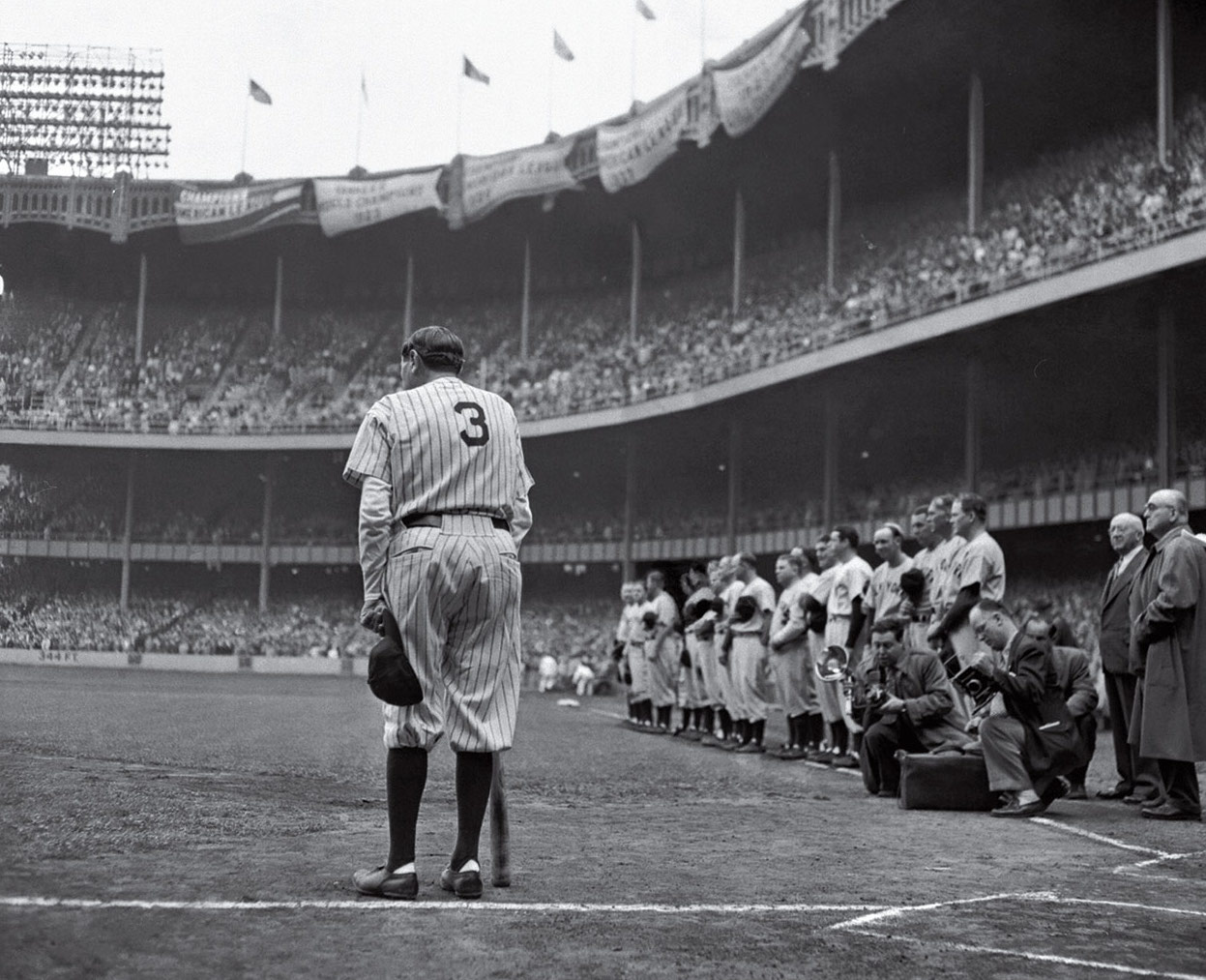
1948年6月13日、永久欠番表彰式のルース。この写真はピューリッツァー賞を受賞した。

1948年6月13日には、ヤンキー・スタジアム開場25周年記念のイベントに参加し、この日、ルースがヤンキース在籍時につけていた背番号『3』が永久欠番に指定された。ルースは存命中の1923年当時のヤンキースのメンバーとのしばしの再会を楽しんだ。ルースは杖を使うほど衰えていた。このとき、ニューヨーク・ヘラルド・トリビューン紙のカメラマン、ナット・ファインが撮影した、セレモニーでのルースの写真 “The Babe Bows Out” は、野球史上最も有名な写真の一つとなり、この写真でファインは1949年度のピューリッツァー賞を受賞している。
ヤンキー・スタジアムでの同イベントに参列した後、再び入院生活を送る。ルースはハリー・トルーマン大統領（当時）からの電話を含め、3万通もの見舞いの手紙を受け取った。大半はルースが愛してやまなかった子供たちからのもので、それらの処理を手伝ったのが、クレア夫人である。

### 死去

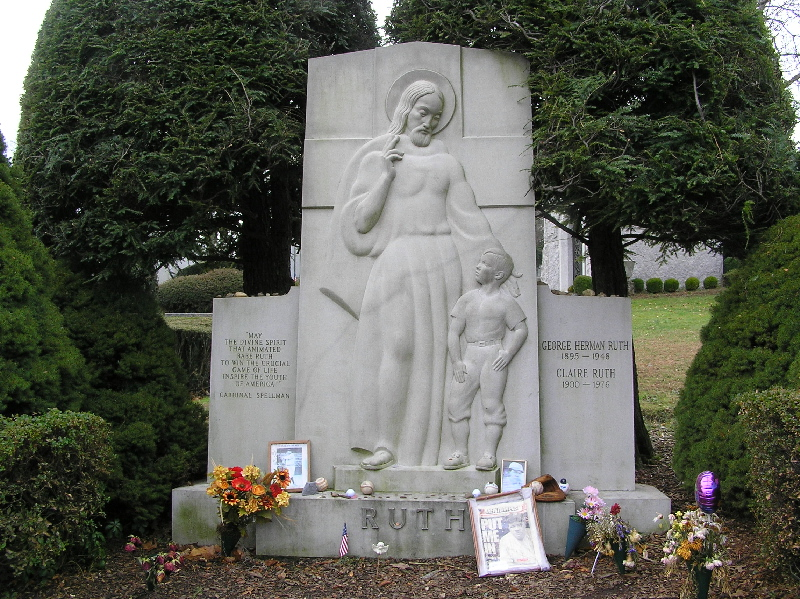
今でも献花が絶えないルースの墓

1948年7月26日、ルースは自伝映画『ベーブ・ルース物語』の試写会に参列する。これが、ルースが公式の場に現れた最後の姿となった。直後入院生活に戻ったが、既にほとんど喋れないほどに衰弱していた。外には記者やカメラマンが殺到し、数人の者しか面会できないようになっていた。許されたうちの一人であった当時のナショナルリーグ会長フォード・フリックによれば、「ルースは信じられないくらい細くなっていた。彼は大男であったのにもかかわらず、腕はほとんど骨と皮のみになっており、顔も痩せこけていた」と証言している。
1948年8月16日、ルースはがんのため、ニューヨーク市内の病院で死去した（満53歳没）。検死によれば、ルースの死因となったガン細胞は鼻と口から発生しており、それらが急速に体全体へと拡がっていったことが示されている。
遺体はヤンキー・スタジアムに2日間安置され、ルースに別れを告げるべくスタジアムを訪れた一般人は2日間でおよそ15万人を数え、ほぼ半数は子供だったといわれる。安置後、遺体はニューヨークのセント・パトリック大聖堂に移されて葬儀が行われた後、ニューヨーク郊外のホーソーンにあるゲート・オブ・ヘブン墓地に埋葬された。同所にあるルースの墓への献花は今も絶えない。
ルース死後の翌1949年、ワールドシリーズで最も顕著な活躍をした選手に贈られるベーブ・ルース賞が制定された。

## 人物

### 家庭生活
ルースは1914年にヘレン・ウッドフォードと結婚するも、ヘレンはルースが浸る華やかな生活が好きになれず、1926年あたりから別居生活を送っていた。1929年1月11日の火災によりヘレンは焼死。ルースは「彼女には可哀想なことをしてしまった。私が悪かった」と死を悲しんでいた。
ルースには二人の娘、ドロシーとジュリアがいたが、二人とも養女であった。ドロシーはルースとヘレンとの養女であったが、後年その著書『わが父、ベーブ』の中で、自らをルースのガールフレンドであったジュアニータ・ジェニングスの実子であると主張している。ジュリアは、ルースが再婚した妻で、女優・モデルのクレア・メリット・ホジソンの連れ子である。ジュリアは現在アリゾナ州に住んでおり、2008年9月21日に行われたヤンキー・スタジアムの最終戦にて始球式の役を務めている。
ルースとクレアはオフシーズンをフロリダ州で過ごし、ゴルフなどを楽しんでいた。引退後、ルースはセントピーターズバーグから程近いフロリダ州トレジャーアイランドに別荘を購入し、冬場はそこで過ごしていた。

### 出演
1930年代から1940年代にかけては頻繁にラジオ番組に出演しており、自身の番組を持ってもいた。1934年4月16日から7月13日にかけては、週3回『ベーブ・ルースの冒険』という15分番組が放送され、その3年後の1937年4月14日から7月9日にかけてはCBSで週2回『ベーブ・ルースは俺だ』が放送された。その他にもNBCなどでレギュラー番組を持っていた。
ルースが映画に初出演したのは『Headin' Home』という無声映画であった。また、1928年のハロルド・ロイドの映画『ロイドのスピーディー』など、幾つもの無声時代の映画に出演しており、そのどれもが、大体は野球選手役もしくは本人役であった。その中の一つに、ゲーリッグの死後に作られた映画『打撃王』がある。ルースの声はクラーク・ゲーブルの声に似ていたとされている。
2022年8月9日に大谷翔平が10勝かつ25本塁打を達成、記録が更新された。2024年の住友ゴム工業「DUNLOP」の日本のCMで本人に似せた映像が声優の音声付きで大谷と映された。

### 子供好きのルース

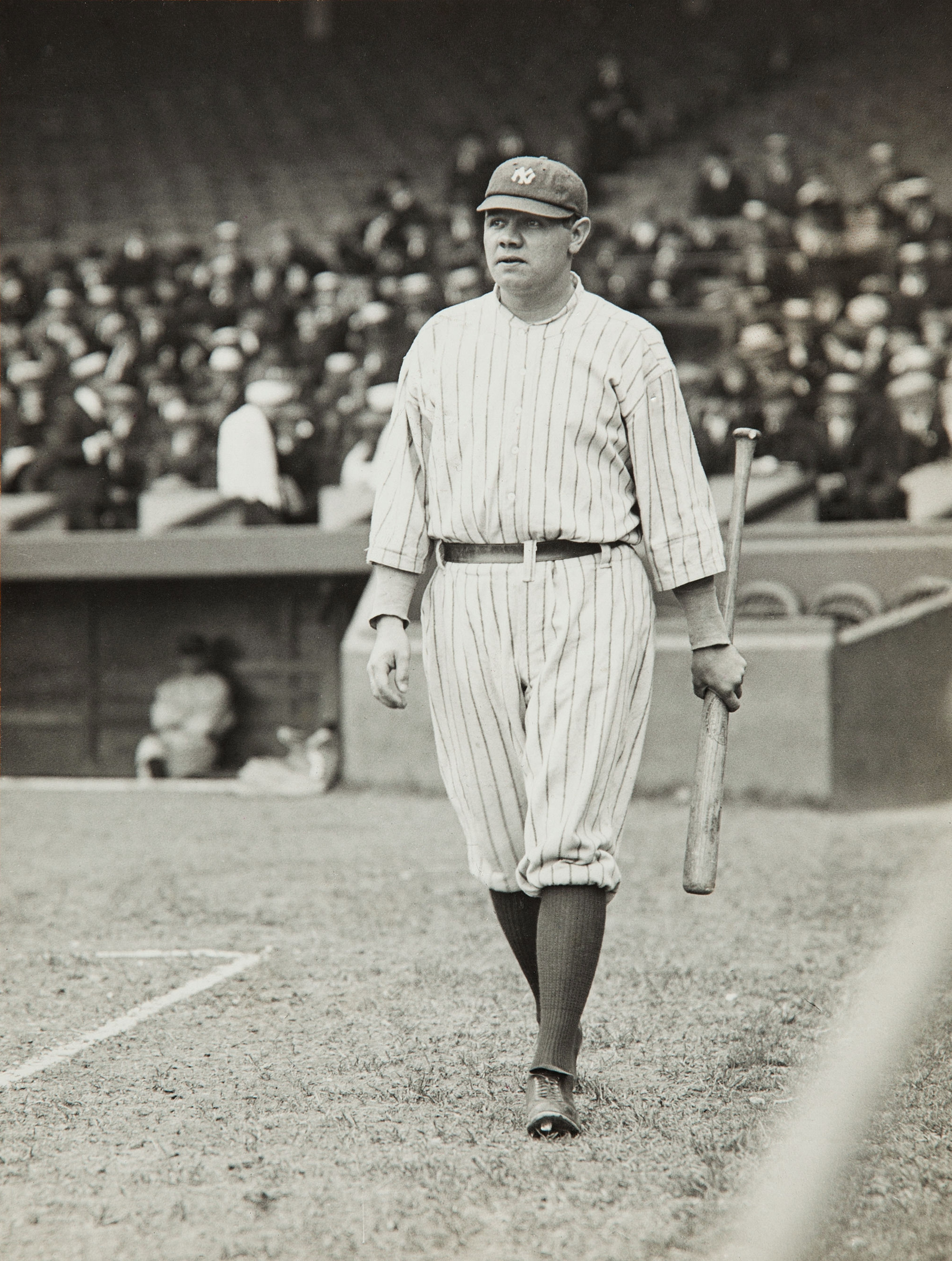
ベーブ・ルース（1920年）

ルースは私生活でも派手好きで粗暴な性格ではあったが、その反面、子供が大好きで、ファンサービスに熱心だったことでも知られている。ルースの打ったファウルボールがファンの少年の抱いていた子犬に当たって、あとでその子犬を見舞いに行ったことがあった。
ジョニー・シルベスターという野球好きの少年が落馬して瀕死の状態となり、両親はジョニーが好きだったルースに励ましてもらおうと、無理を承知でヤンキースに連絡を取った。するとワールドシリーズの最中に、ヤンキースのメンバーのサインボールと、ルースが「水曜日の試合で君のために本塁打を打つ」と書いたボールが送られて来た。そしてルースは実際にその試合で3本塁打を放った。このエピソードは「約束のホームラン」かそれに類するタイトルで、ほぼすべてのルースの伝記で取り上げられている。映画では直接会いに行ったことになっているが、それは史実とは異なる。もっとも、翌年のシーズン終盤にジョニー少年の叔父と名乗る老紳士が、その後のジョニーが順調に回復していることを報告して礼を述べた際に、ルースは「それは良かった」と喜んでみせたものの、紳士が帰った後にそばにいたチームメイトに「ジョニー・シルベスターって、聞いたことのある名前だけど誰だい?」と尋ね、呆れたチームメイトが「君が去年見舞って約束の本塁打を打った少年じゃないか。」と教えると、「そういや、そんなこともあったっけな。」と平然としていたという話が残っている。その後、ジョニーとルースが再会したのは、ルースが晩年に病気のために入院していたときで、かつての病弱な少年はたくましく成長し、海軍に入隊するまでになっていた。
ルースが子供たちに優しかったのは、貧しい下町の不良少年だった彼自身の生い立ちと深い関係があり、彼はファンの子供たちを幼い頃の自分と重ねて見ていたといわれる。実際、ルース見たさにヤンキー・スタジアムへ来るものの、お金がなくて入場券を買うことができず、外に立ち尽くしている貧しい子供たちの姿を見て、ルースは彼らを気の毒に思い、係員に札束を渡して、「これであの子たちに入場券を買ってやれ」と促したこともあった。また、友人と共にゴルフ場に行ったときには、入口付近でルースを見つめる2、3人の子供の姿を見て、「君らも来いよ。今日はいいプレイができそうだぞ」と誘い、子供たちと談笑しながらラウンドを回り、休憩時にはお菓子とジュースを振る舞ったという。
ルースはいかなる有名人に対しても頭を下げず、むしろ挑戦的・尊大な態度を示していたが、子供たちの話題には弱かった。ルースが暴飲暴食、不規則な生活で練習を怠け、成績不振の状態が続いていた1922年の11月、そんなルースを励ますパーティーの席上で一人の議員（後にニューヨーク市長になったジミー・ウォーカー）から「国中の子供たちがラジオに耳を押し付けて、君を英雄のように思いながら君のプレイを楽しみにしているんだ。その英雄がこんな体たらくで、子供たちを失望させていいのか」と詰問されたときには、ルースは涙を流して反省し、それまでの生活態度を改めて再び練習に打ち込むようになったという。

### 後世の評価

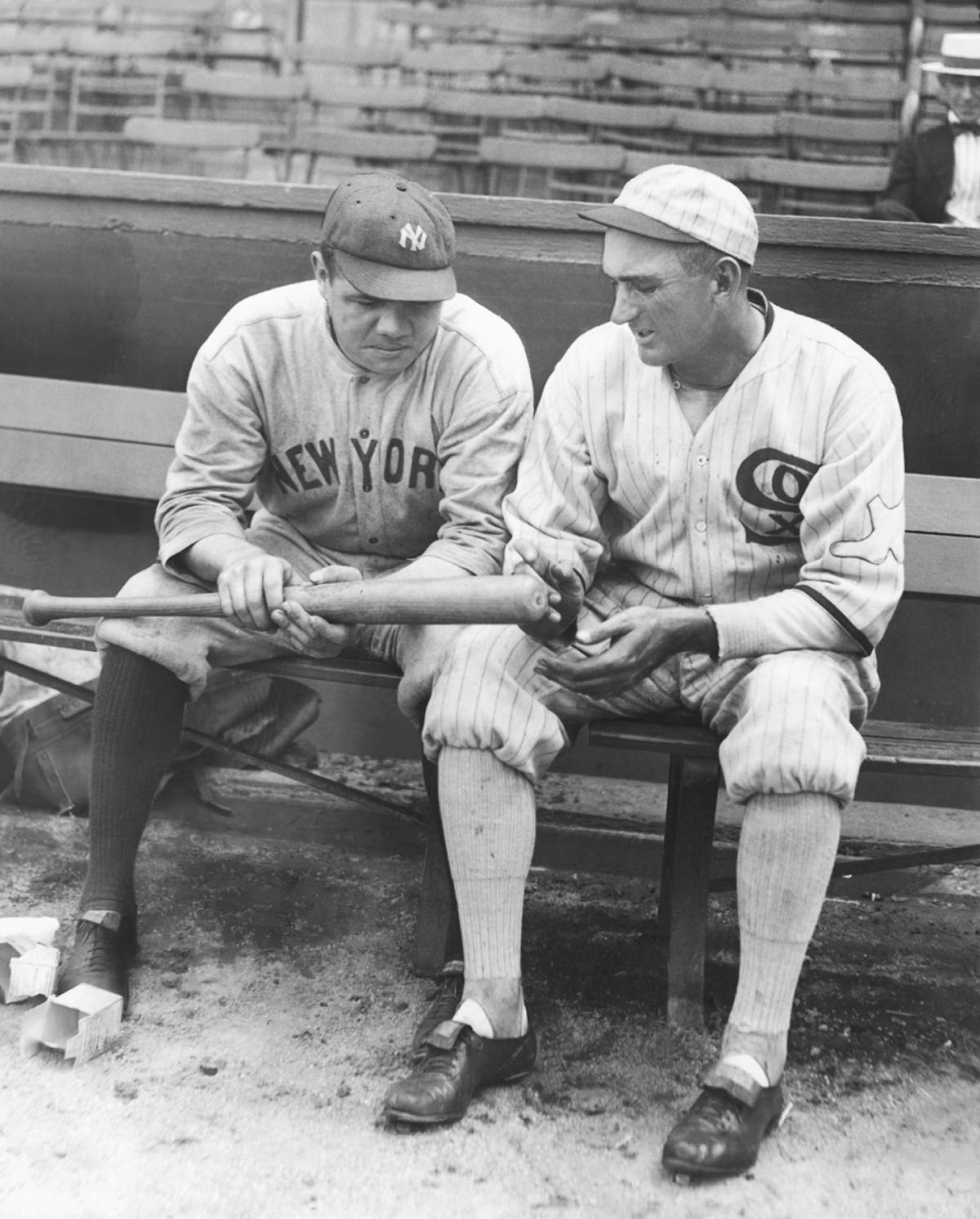
ベーブ・ルースとジョー・ジャクソン（1920年）

引退時までの通算本塁打714本は、当時においては彼に続く記録が、かつての同僚ルー・ゲーリッグや、そのライバルとされたジミー・フォックスの約350本であったことからも、その圧倒的な存在感がうかがい知ることができる。ルースが今日に至る大リーグ観の形成に果たした影響は極めて大きい。
通算本塁打714本は不滅の記録と讃えられたが、のちにハンク・アーロン、バリー・ボンズの両名に破られた。しかし、通算長打率.690と通算OPS1.164は現在も破られていない世界記録である。また、シーズン本塁打60本というのは当時の記録であり、試合数の都合上、量産ペースとしてみると、記録を破ったロジャー・マリスよりも早い。さらに、その後もマリスの記録を破った選手に薬物疑惑が絶えない点や、ルースの現役時代に使われていた球場のサイズは現在の球場よりも大きく、本塁打を出しにくい環境であった点を考慮すると、ルースの記録は今でも決して価値が下がってはいない伝説的な記録といえる。現在、薬物汚染によってMLBの本塁打に対する疑惑が深まる反面、ルースの純粋な力によって生み出された本塁打記録は改めて評価されている。また、通算本塁打数のうち10本がランニング本塁打で、1試合3本塁打はレギュラーシーズンでは生涯で2度しかなく、現役最後の本塁打が出た試合で2度目の1試合3本塁打を記録しており、ワールドシリーズでは1試合3本塁打を2度記録している。
現在、ボルチモア・ダウンタウンのエモリープレイス216（カムデン・ヤードの北西2ブロックのところ）にベーブ・ルース記念館があり、生前のルースの遺品や資料が保管されている。
九十三回目の誕生日に当たる日に、ルースが生まれた家にファンが集まる感謝祭が開かれた。小さい家ではあったが、中はファンで一杯だったという。

## 逸話

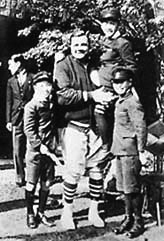
帝国ホテル滞在中に日本の野球少年と交流するベーブ・ルース（1934年）

### 人物
ルースは自分の生年月日を1894年2月7日だと信じており、1934年にパスポートを申請した際に出生証明書で1895年2月6日とされていることを知った後も、それを無視して2月7日を誕生日として祝い続けた。
左利きであったが、文字を書くときは右利きであった。
プレーヤーにかけられて回っている78回転/分のレコードのタイトルを読めるほど、優れた動体視力の持ち主であった。
セント・メアリーに入れられた当初、学校へ行っていなかったため読み書きができなかったが、実家が酒場で物心ついた頃から店のメニューの文字を毎日見ていたため、食べ物の名前だけは読むことができた。それを知ったマシアスから「君も毎日欠かさず努力を続けていれば、何でもできるようになる」と励まされたルースは、真面目に勉強に取り組むようになり、翌年には習字で賞をもらうまでになった。
もともと仕立屋を目指していたため、ミシンの腕前は確かで、プロ入り後もユニフォームの修繕は自分でやっており、時にはチームメイトたちのユニフォームの修繕を買って出ることもあった。ルースはことあるごとに、「俺に1時間くれれば、シャツを4枚縫い上げてみせる」と得意げに語っていた。セント・メアリー校でボルチモア・オリオールズからのスカウトを受けたときには、「自分は仕立屋になる予定だから、もう野球をしている暇はない」と言って、最初はスカウトを断ったという逸話がある。セント・メアリー校はラジオも新聞もない外部から隔離された環境であり、まして7歳から同校に入っていた当時のルースは野球にプロチームがあることさえ知らなかったのである。そこで、ダン監督が慌てて、「給料は年間600ドル（現在だと約6万6000ドル）出そう」と言うと、ルースは「好きな野球をして、そんなにお金がもらえるのか」と大変驚き、今度はすぐに契約に応じたという。
セント・メアリーを卒業して都会に出たルースは、生まれて初めてエレベーターに乗ってこれを面白がり、係の者にお金を渡して自分で操作をさせてもらった。しかし、当時のエレベーターのドアは現在と違って格子戸であり、ルースはドアの隙間から首を外に出して階との間に挟まれそうになり、周りの人々から「首を出すな！挟まれるぞ！」と言われなければ危うく命を落とすところだったという。こうした世間知らずで子供っぽい行動も、ルースが「ベーブ（赤ちゃん）」とあだ名された由縁であった。
少年時代、赤い自転車が欲しくてたまらず、プロ入りして初めての給料で購入した。既に成人で、自動車を購入していてもおかしくない年齢だったにもかかわらず（事実、他のチームメイトたちは自動車を購入）、あえて自転車を買って得意げに乗り回していたことで、「やはりベーブ（赤ちゃん）だ」と周囲から笑われていたが、本人は全く意に介さず得意気に自転車を乗り回し、「当時のニューヨークで、自分ほど得意だった人間はいなかったろう」と述懐している。その後、ルースは何台もの高級車を買ったが、自転車を手にしたときほどの嬉しさはなかったという。
妻と友人を乗せて郊外に車の運転をした時は、荒いハンドルさばきから窪地にタイヤを取られて横転し、幸い全員無事だったものの、車は大破した。ニューヨーク市内を運転していた際は、スピード違反で「ルース死亡か?」と記事にされるほどの物損事故を起こした。それにより、試合直前にもかかわらず、警察に身柄を拘束され、試合出場が危ぶまれたが、署内で「今、俺をここに置いておくということは、また違反しろと言ってるようなもんだ」と警察官に言ったという（その後、釈放され、練習には遅刻したものの、試合には間に合った）。
ある新聞記者がルースの華やかな夜の生活を取材しようと、ルースのルームメイトに夜のホテルでのルースの様子を聞いたところ、そのルームメイトは「俺にはルースのことは分からないよ。だって俺は、彼じゃなくて彼のスーツケースのルームメイトなんだから」と答えた。ルースは夜通しで街を飛び回っていたということである。
若手の頃は記者への対応が悪く、印象の悪さから、いつも悪評ばかり書かれていた。そこで記者に「なぜ、俺のことを悪くばかり書くんだ?」と尋ねると、「君の私たちへの態度が悪いからだ」と記者は答えた。それを聞いたルースは「すまなかった」と謝罪し、記者への対応が良くなり、記者たちも好意的な記事を書くようになったという。また、肘に大きなできもののようなもの（腫瘍に近い）ができたため、手術で摘出するなど治療で練習を休んでいる期間、「ルースは練習をサボっている」と新聞などで取り上げられ、記者に詰め寄られたことがある。そのため、ルースは「これを見てもそう言うのかい?」と、摘出手術で陥没した場所のある肘を見せ、記者たちを納得させている。
ヤンキースに移籍してきたばかりの頃、打撃の調子が上がらないルースに、メディアは「ルース、満塁の好機で凡退」など、悪いことばかりを記事にした。そのため、知人に「なぜ、ここの記者は悪いことばかり書くんだ？」と文句を言った。知人は「それは悪いことしか書くことがないからそうなるんだ。活躍すればそれを記事にしてもらえるはずだ」と言われ、再び打ち始めると記事にも活躍したことが載るようになったという。
ルースは、不良少年だった自分を初めて認めてくれた恩師のブラザー・マシアスを生涯にわたって尊敬し、実の父以上に慕っていた。ルースがプロ入りした後も、たびたび問題行動を起こし、チームメイトたちや球団の手に負えなくなると、彼らはこっそり電報を打ってマシアスに来てもらい、ルースを戒めてもらっていたが、ルース自身は、マシアスに会えることが嬉しく、毎回大喜びだったと語っている。それでも、マシアスがルースにとって唯一頭の上がらない人物であったことは確かであり、ルースはマシアスの恩を生涯忘れず、プロ入り後も母校のセント・メアリーをよく訪問して後輩の少年たちを励まし、多額の寄付をしていた。さらに、ルースはマシアスのために高級車を贈っていたが、運転が苦手なマシアスは車をすぐに事故などで壊してしまい、そのたびにルースは快く新しい車を贈っていた。マシアスが亡くなった後、ルースは「自分の人生で最も悲しかった出来事が2つある。1つは母を失ったこと。もう1つはマシアス先生を失ったことだ」と語っていた。
大のビール好きとして知られ、試合前にも当然のようにビールを飲んでいた。現代の栄養学では論外だが、当時は食事とパフォーマンスの関係に議論を呼ぶきっかけとなった。

### 野球
本格的に野球を教わり始めたときには捕手を気に入り、本格的に守った最初のポジションとなった。ルースは左利きであり、当時から左利きの捕手はほとんど存在しないため、ミットを特注しなければならない状態だった。他のポジションを勧められても「どうしても捕手をしたい」と右利き用のミットを投げる方の左手にはめて、返球の際はミットをはずし、捕った左手で投げていたという。盗塁阻止時には動作が遅れるはずであるが、それでも間に合うほどの強肩であったため、捕手で定着する。投手や一塁や外野も守るようになり、打撃の方では打率にして5割近い数字を残していた。
セント・メアリー時代のある試合で捕手をしていたルースは、味方の投手があまりにも打たれてしまうので、途中からおかしくなって笑いが止まらなくなってしまった。するとマシアスから「そんなにおかしいのなら、君が投手をしてみせろ」と言われ、やむを得ず投手として登板してみると、その試合で好投。次の試合からは投手をすることが多くなった。マシアスは「ルースの態度を戒める目的もあったが、同時に元々ルースに投手の才能を感じていたためでもある」と語っていた。投手のポジションがプロへの道を開くことになった。
投手としてのルースも無失点記録をつくるなど優秀であったが、カーブを投げるときに舌を出す癖があり、自分でその癖に気付くまでは狙われることが多かったという。また、ヤンキース時代は投手として時々登板し、好投している。
タイ・カッブのヒット狙いの打法について、「本塁打ばかり狙ったりしなければ4割打者になれるぞ」と言われたことに対し、ルースは「あんたみたいな打ち方なら、俺なら6割はいけるだろうな。でも、客は俺のけちなシングルヒットじゃなくて、本塁打を見に来ているのさ」とコメントしたという。カッブから反論されると、実際に本塁打を量産しつつ、4割近い打率を残して見せ、これにはカッブもルースを認めるコメントを出している。また、この出来事が悔しかったのか、カッブは狙ってマスコミの前で本塁打を放って見せたことがある。
四球ばかりで、投手からまともに勝負してもらえなくなるのを避けるため、新人だったルー・ゲーリッグに目をつけ、打者として指導し、ゲーリッグは強打者に成長。ルースとゲーリッグの二人はリーグでも屈指の3番・4番となった。巷では不仲説もあったが、二人は一緒に釣りに行くなど仲が良く、ゲーリッグが難病の筋萎縮性側索硬化症 (ALS) のために37歳の若さで亡くなったときには、ルースはゲーリッグの死をとても悲しんでいた。
打率が2割そこそこの打者に、ルースは冗談で「君はスイッチヒッターになれば右打席2割、左打席2割で合計4割で4割打者になれる」と言った。すると、その打者は冗談を本気にして、実際にスイッチヒッターになって高打率を残したことがあるという。
盗塁は通算122盗塁を記録し、うち本盗を8回成功させた。いずれも打者に専念した1920年以降に記録。ただ盗塁は243回試みて失敗は121回を数え、成功率5割2厘と低く、本盗失敗も7回ある。
ドジャースの一塁コーチをしていた際に、若い選手にファンへのサービスが悪いことをよく注意していた。あるとき、若い選手が子供にサインをねだられたが、「忙しい」と言ってサインをせずに行ってしまい、子供は落ち込む。それに気がついたルースが選手に注意をしてサインをさせる。さらに「俺はベーブ・ルースだ」と言ってサインをすると言うと、子供はその若い選手の時よりも喜んでいたという話があるなど、引退後でも人気は健在であった。
引退後のルースは、一時期ドジャースの一塁コーチに就任した以外、野球界との大きな関わりがなく、ルースを監督として迎え入れてくれる球団もなかった。ルースは選手としては優秀でも、自分勝手なところがあり、問題行動が多かったため、監督には不向きであると球団の経営陣から判断されたことがその理由であったが、新聞などでも「野球の人気をこれだけ向上させた彼が、その野球界にこんなひどい扱いを受けているのはあんまりではないか？」と報じられるほどであった。ルースはヤンキースの球場に観戦に行くと、自分の守っていたポジションに代わりに就いている選手をよく眺めており、野球界に未練があるようだったという。また、観戦に訪れると、アナウンスでベーブ・ルースということを紹介してもらえ、そのたびに歓声があがり、帽子を取って挨拶をしていた。

### 日本遠征

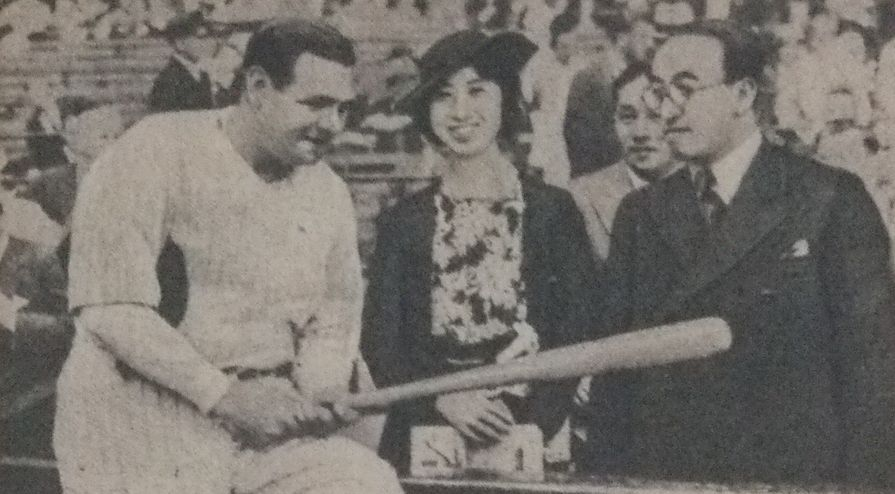
日本遠征時のルースと語らう賀陽宮恒憲王（右）・敏子妃（中央）

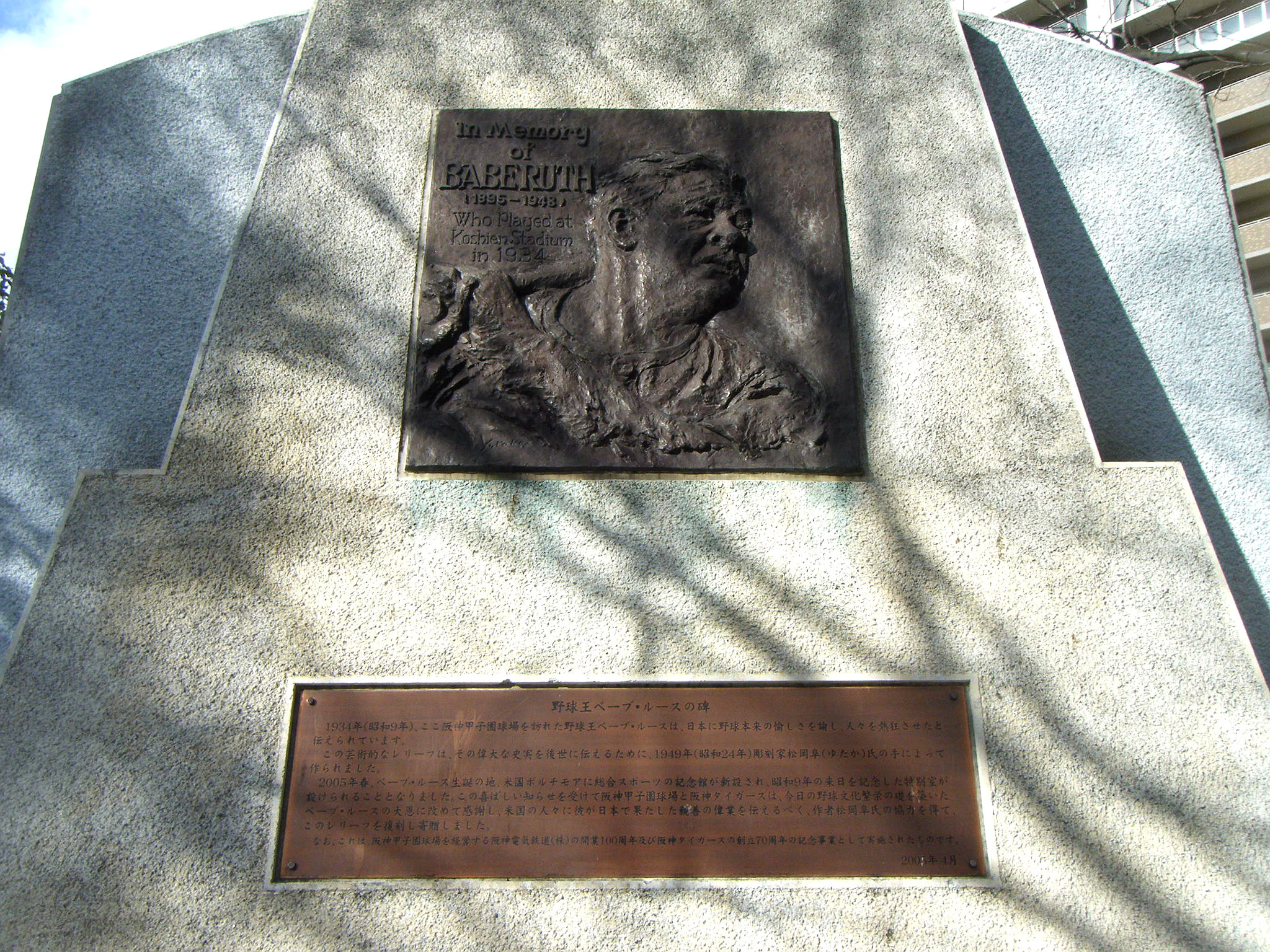
阪神甲子園球場にある「野球王ベーブ・ルースの碑」レリーフ。日本遠征の史実を後世に伝えるため、ルース没後の1949年、松岡阜により制作された。また同様のレプリカが2005年、ボルチモアの総合スポーツ記念館へ寄贈されている。

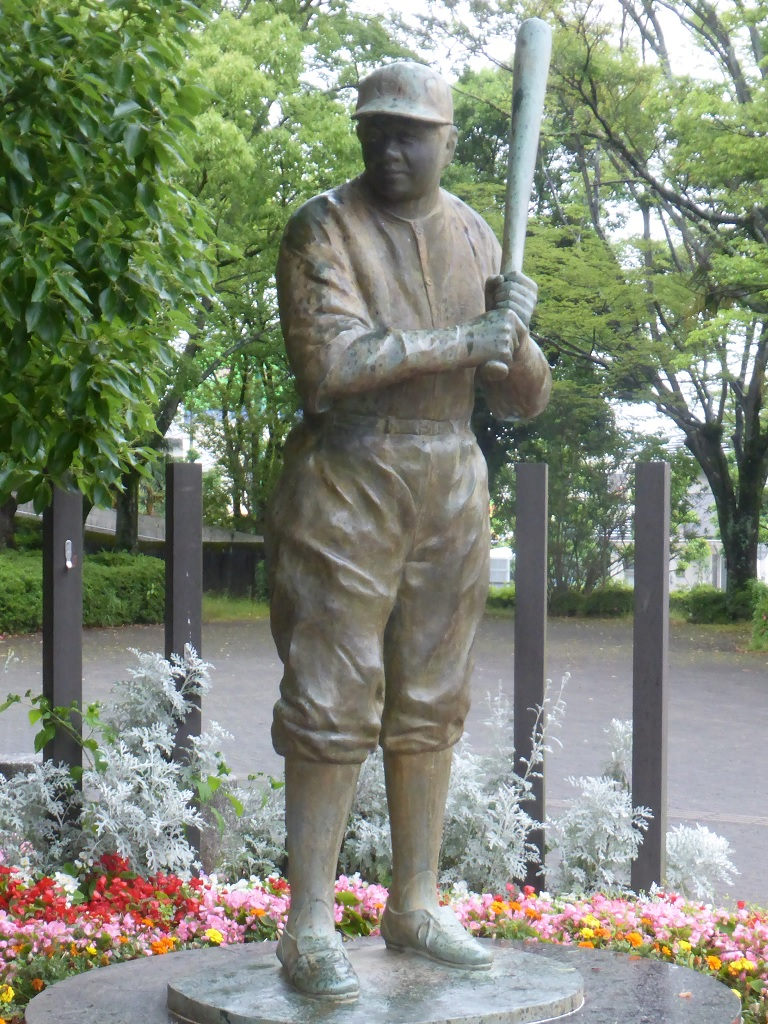
静岡草薙球場に建てられたベーブ・ルース像

日本球界との関わりで言えば、1934年11月2日から12月1日にかけて、全米選抜チームの一員として訪日し、全日本チームとの間で11月4日の神宮球場での第1戦を皮切りに全国12都市（東京、函館、仙台、富山、横浜、静岡、名古屋、大阪、小倉、京都、大宮、宇都宮）で16試合戦った。航空便による移動が一般的でなかった時代、長い船旅を当初は渋っていたが、鈴木惣太郎が、ルースが散髪屋にいるところへアポなしで訪れ、ルースの似顔絵を大書したポスターを見せて説得したところ、そのポスターを大いに気に入り、訪日を快諾した。日本に向かう船の上でも人一倍練習に打ち込むなど、やる気十分であり、いざ訪日すると、雨天の中、番傘を差して守備練習をするなど、持ち前のショーマンシップを発揮し、日本に野球人気を根付かせるのに大いに一役買った。特に、ルースと直接対戦した沢村栄治の名を今日まで伝説化することになった「全米軍クリーンナップを4連続奪三振」の逸話では、最初に沢村から三振に斬り捨てられている。なお、この試合は秋口に行われ、気温は高くなく、ヒットで出塁した沢村にセーターを着せにいくなどのスポーツマンシップを見せ、「さすが大リーガーはやることが違う」と、観客を感心させた。
試合後、全米選抜チームの訪日歓迎パレードが行われた。このときの日本の人々の歓迎はアメリカでワールドシリーズで優勝したとき以上のものであったため、ルースは大変喜んでいた。訪日の印象を、「何百万人ものファンが心の底から迎えてくれていることを肌で感じている。銀座の通りは何キロにも及ぶ歓迎の列が連なり、英雄のような扱いを受けた」と振り返っている。戦時中には反日感情から日本人にもらった陶器などを割ったが、終戦後にこの歓迎のことを思い出し、後悔していたという。また、真珠湾攻撃が信じられないとも語ったという。
1934年11月16日の小倉到津球場での日米野球は雨が降っていたが大勢のファンがルースを見ようと詰めかけた。全米のコニー・マック監督も「観客が待っている以上、試合をする」と決めると、先頭きってグラウンドに入ったのがルースだったが、その時は番傘を差し、長靴を履いていた。また、試合中も番傘を差したまま守備についた。打撃では、この試合で本塁打を打っている。

## 詳細情報

### 年度別打撃成績
| 年 度     | 球 団     | 試 合 | 打 席 | 打 数 | 得 点 | 安 打 | 二 塁 打 | 三 塁 打 | 本 塁 打 | 塁 打 | 打 点 | 盗 塁 | 盗 塁 死 | 犠 打 | 犠 飛 | 四 球 | 敬 遠 | 死 球 | 三 振 | 併 殺 打 | 打 率 | 出 塁 率 | 長 打 率 | O P S |
| --------- | --------- | ----- | ----- | ----- | ----- | ----- | -------- | -------- | -------- | ----- | ----- | ----- | -------- | ----- | ----- | ----- | ----- | ----- | ----- | -------- | ----- | -------- | -------- | ----- |
| 1914      | BOS       | 5     | 10    | 10    | 1     | 2     | 1        | 0        | 0        | 3     | 2     | 0     | 0        | 0     | -     | 0     | -     | 0     | 4     | -        | .200  | .200     | .300     | .500  |
| 1915      | BOS       | 42    | 103   | 92    | 16    | 29    | 10       | 1        | 4        | 53    | 21    | 0     | 0        | 2     | -     | 9     | -     | 0     | 23    | -        | .315  | .376     | .576     | .952  |
| 1916      | BOS       | 67    | 150   | 136   | 18    | 37    | 5        | 3        | 3        | 57    | 15    | 0     | -        | 4     | -     | 10    | -     | 0     | 23    | -        | .272  | .322     | .419     | .741  |
| 1917      | BOS       | 52    | 142   | 123   | 14    | 40    | 6        | 3        | 2        | 58    | 12    | 0     | -        | 7     | -     | 12    | -     | 0     | 18    | -        | .325  | .385     | .472     | .857  |
| 1918      | BOS       | 95    | 380   | 317   | 50    | 95    | 26       | 11       | 11       | 176   | 66    | 6     | -        | 3     | -     | 58    | -     | 2     | 58    | -        | .300  | .411     | .555     | .966  |
| 1919      | BOS       | 130   | 542   | 432   | 103   | 139   | 34       | 12       | 29       | 284   | 114   | 7     | -        | 3     | -     | 101   | -     | 6     | 58    | -        | .322  | .456     | .657     | 1.113 |
| 1920      | NYY       | 142   | 616   | 457   | 158   | 172   | 36       | 9        | 54       | 388   | 137   | 14    | 14       | 5     | -     | 150   | -     | 3     | 80    | -        | .376  | .533     | .849     | 1.382 |
| 1921      | NYY       | 152   | 693   | 540   | 177   | 204   | 44       | 16       | 59       | 457   | 171   | 17    | 13       | 4     | -     | 145   | -     | 4     | 81    | -        | .378  | .512     | .846     | 1.358 |
| 1922      | NYY       | 110   | 495   | 406   | 94    | 128   | 24       | 8        | 35       | 273   | 99    | 2     | 5        | 4     | -     | 84    | -     | 1     | 80    | -        | .315  | .434     | .672     | 1.106 |
| 1923      | NYY       | 152   | 699   | 522   | 151   | 205   | 45       | 13       | 41       | 399   | 131   | 17    | 21       | 3     | -     | 170   | -     | 4     | 93    | -        | .393  | .545     | .764     | 1.309 |
| 1924      | NYY       | 153   | 681   | 529   | 143   | 200   | 39       | 7        | 46       | 391   | 121   | 9     | 13       | 6     | -     | 142   | 28    | 4     | 81    | -        | .378  | .513     | .739     | 1.252 |
| 1925      | NYY       | 98    | 426   | 359   | 61    | 104   | 12       | 2        | 25       | 195   | 66    | 2     | 4        | 6     | -     | 59    | 1     | 2     | 68    | -        | .290  | .393     | .543     | .936  |
| 1926      | NYY       | 152   | 652   | 495   | 139   | 184   | 30       | 5        | 47       | 365   | 150   | 11    | 9        | 10    | -     | 144   | 13    | 3     | 76    | -        | .372  | .516     | .737     | 1.253 |
| 1927      | NYY       | 151   | 691   | 540   | 158   | 192   | 29       | 8        | 60       | 417   | 164   | 7     | 6        | 14    | -     | 137   | 3     | 0     | 89    | -        | .356  | .486     | .772     | 1.258 |
| 1928      | NYY       | 154   | 684   | 536   | 163   | 173   | 29       | 8        | 54       | 380   | 142   | 4     | 5        | 8     | -     | 137   | 8     | 3     | 87    | -        | .323  | .463     | .709     | 1.172 |
| 1929      | NYY       | 135   | 587   | 499   | 121   | 172   | 26       | 6        | 46       | 348   | 154   | 5     | 3        | 13    | -     | 72    | 5     | 3     | 60    | -        | .345  | .430     | .697     | 1.127 |
| 1930      | NYY       | 145   | 676   | 518   | 150   | 186   | 28       | 9        | 49       | 379   | 153   | 10    | 10       | 21    | -     | 136   | 8     | 1     | 61    | -        | .359  | .493     | .732     | 1.225 |
| 1931      | NYY       | 145   | 663   | 534   | 149   | 199   | 31       | 3        | 46       | 374   | 163   | 5     | 4        | 0     | -     | 128   | 5     | 1     | 51    | -        | .373  | .495     | .700     | 1.195 |
| 1932      | NYY       | 133   | 589   | 457   | 120   | 156   | 13       | 5        | 41       | 302   | 137   | 2     | 2        | 0     | -     | 130   | 4     | 2     | 62    | -        | .341  | .489     | .661     | 1.147 |
| 1933      | NYY       | 137   | 575   | 459   | 97    | 138   | 21       | 3        | 34       | 267   | 103   | 4     | 5        | 0     | -     | 114   | 3     | 2     | 90    | -        | .301  | .442     | .582     | 1.024 |
| 1934      | NYY       | 125   | 471   | 365   | 78    | 105   | 17       | 4        | 22       | 196   | 84    | 1     | 3        | 0     | -     | 104   | 1     | 2     | 63    | -        | .288  | .448     | .537     | .985  |
| 1935      | BSN       | 28    | 92    | 72    | 13    | 13    | 0        | 0        | 6        | 31    | 12    | 0     | -        | 0     | -     | 20    | 0     | 0     | 24    | 2        | .181  | .359     | .431     | .790  |
| MLB：22年 | MLB：22年 | 2503  | 10617 | 8398  | 2174  | 2873  | 506      | 136      | 714      | 5793  | 2217  | 123   | 117      | 113   | -     | 2062  | 79    | 43    | 1330  | 2        | .342  | .474     | .690     | 1.164 |

- 各年度の太字はリーグ最高、赤太字はMLB歴代最高

### 年度別投手成績
| 年 度     | 球 団     | 登 板 | 先 発 | 完 投 | 完 封 | 無 四 球 | 勝 利 | 敗 戦 | セ 丨 ブ | ホ 丨 ル ド | 勝 率 | 打 者 | 投 球 回 | 被 安 打 | 被 本 塁 打 | 与 四 球 | 敬 遠 | 与 死 球 | 奪 三 振 | 暴 投 | ボ 丨 ク | 失 点 | 自 責 点 | 防 御 率 | W H I P |
| --------- | --------- | ----- | ----- | ----- | ----- | -------- | ----- | ----- | -------- | ----------- | ----- | ----- | -------- | -------- | ----------- | -------- | ----- | -------- | -------- | ----- | -------- | ----- | -------- | -------- | ------- |
| 1914      | BOS       | 4     | 3     | 1     | 0     | --       | 2     | 1     | 0        | --          | .667  | 100   | 23.0     | 21       | 1           | 7        | 0     | 0        | 3        | 0     | 0        | 12    | 10       | 3.91     | 1.22    |
| 1915      | BOS       | 32    | 28    | 16    | 1     | --       | 18    | 8     | 0        | --          | .692  | 895   | 217.2    | 166      | 3           | 85       | 1     | 6        | 112      | 9     | 1        | 80    | 59       | 2.44     | 1.15    |
| 1916      | BOS       | 44    | 41    | 23    | 9     | --       | 23    | 12    | 1        | --          | .657  | 1300  | 323.2    | 230      | 0           | 118      | 1     | 8        | 170      | 3     | 1        | 83    | 63       | 1.75     | 1.08    |
| 1917      | BOS       | 41    | 38    | 35    | 6     | --       | 24    | 13    | 2        | --          | .649  | 1313  | 326.1    | 244      | 2           | 108      | 0     | 11       | 128      | 5     | 0        | 93    | 73       | 2.01     | 1.08    |
| 1918      | BOS       | 20    | 19    | 18    | 1     | --       | 13    | 7     | 0        | --          | .650  | 660   | 166.1    | 125      | 1           | 49       | 1     | 2        | 40       | 3     | 1        | 51    | 41       | 2.22     | 1.05    |
| 1919      | BOS       | 17    | 15    | 12    | 0     | --       | 9     | 5     | 1        | --          | .643  | 591   | 133.1    | 148      | 2           | 58       | 1     | 2        | 30       | 5     | 1        | 59    | 44       | 2.97     | 1.55    |
| 1920      | NYY       | 1     | 1     | 0     | 0     | --       | 1     | 0     | 0        | --          | 1.000 | 17    | 4.0      | 3        | 0           | 2        | 0     | 0        | 0        | 0     | 0        | 4     | 2        | 4.50     | 1.25    |
| 1921      | NYY       | 2     | 1     | 0     | 0     | --       | 2     | 0     | 0        | --          | 1.000 | 49    | 9.0      | 14       | 1           | 9        | 0     | 0        | 2        | 0     | 0        | 10    | 9        | 9.00     | 2.56    |
| 1930      | NYY       | 1     | 1     | 1     | 0     | --       | 1     | 0     | 0        | --          | 1.000 | 39    | 9.0      | 11       | 0           | 2        | 0     | 0        | 3        | 0     | 0        | 3     | 3        | 3.00     | 1.44    |
| 1933      | NYY       | 1     | 1     | 1     | 0     | --       | 1     | 0     | 0        | --          | 1.000 | 42    | 9.0      | 12       | 0           | 3        | 0     | 0        | 0        | 0     | 0        | 5     | 5        | 5.00     | 1.67    |
| MLB：10年 | MLB：10年 | 163   | 148   | 107   | 17    | --       | 94    | 46    | 4        | --          | .671  | 5006  | 1221.1   | 974      | 10          | 441      | 4     | 29       | 488      | 25    | 4        | 400   | 309      | 2.28     | 1.16    |

- 各年度の太字はリーグ最高

### 年度別守備成績
投手守備
| 年 度 | 球 団 | 投手（P） | 投手（P） | 投手（P） | 投手（P） | 投手（P） | 投手（P） |
| 年 度 | 球 団 | 試 合     | 刺 殺     | 補 殺     | 失 策     | 併 殺     | 守 備 率  |
| ----- | ----- | --------- | --------- | --------- | --------- | --------- | --------- |
| 1914  | BOS   | 4         | 0         | 7         | 0         | 0         | 1.000     |
| 1915  | BOS   | 32        | 17        | 63        | 2         | 3         | .976      |
| 1916  | BOS   | 44        | 24        | 83        | 3         | 6         | .973      |
| 1917  | BOS   | 41        | 19        | 101       | 2         | 4         | .984      |
| 1918  | BOS   | 20        | 19        | 58        | 6         | 4         | .928      |
| 1919  | BOS   | 17        | 13        | 35        | 2         | 1         | .960      |
| 1920  | NYY   | 1         | 1         | 0         | 0         | 0         | 1.000     |
| 1921  | NYY   | 2         | 1         | 2         | 0         | 0         | 1.000     |
| 1930  | NYY   | 1         | 0         | 4         | 0         | 2         | 1.000     |
| 1933  | NYY   | 1         | 1         | 1         | 0         | 0         | 1.000     |
| MLB   | MLB   | 163       | 95        | 354       | 15        | 20        | .968      |

内野守備
| 年 度 | 球 団 | 一塁（1B） | 一塁（1B） | 一塁（1B） | 一塁（1B） | 一塁（1B） | 一塁（1B） |
| 年 度 | 球 団 | 試 合      | 刺 殺      | 補 殺      | 失 策      | 併 殺      | 守 備 率   |
| ----- | ----- | ---------- | ---------- | ---------- | ---------- | ---------- | ---------- |
| 1918  | BOS   | 13         | 130        | 6          | 5          | 9          | .965       |
| 1919  | BOS   | 5          | 35         | 4          | 1          | 5          | .975       |
| 1920  | NYY   | 2          | 10         | 0          | 1          | 1          | .909       |
| 1921  | NYY   | 2          | 8          | 0          | 0          | 0          | 1.000      |
| 1922  | NYY   | 1          | 0          | 0          | 0          | 0          | ----       |
| 1923  | NYY   | 4          | 41         | 1          | 1          | 2          | .977       |
| 1926  | NYY   | 2          | 10         | 0          | 0          | 2          | 1.000      |
| 1931  | NYY   | 1          | 5          | 0          | 0          | 0          | 1.000      |
| 1932  | NYY   | 1          | 3          | 0          | 0          | 0          | 1.000      |
| 1933  | NYY   | 1          | 6          | 0          | 1          | 0          | .857       |
| MLB   | MLB   | 32         | 248        | 11         | 9          | 19         | .966       |

外野守備
| 年 度 | 球 団 | 左翼（LF） | 左翼（LF） | 左翼（LF） | 左翼（LF） | 左翼（LF） | 左翼（LF） | 中堅（CF） | 中堅（CF） | 中堅（CF） | 中堅（CF） | 中堅（CF） | 中堅（CF） | 右翼（RF） | 右翼（RF） | 右翼（RF） | 右翼（RF） | 右翼（RF） | 右翼（RF） |
| 年 度 | 球 団 | 試 合      | 刺 殺      | 補 殺      | 失 策      | 併 殺      | 守 備 率   | 試 合      | 刺 殺      | 補 殺      | 失 策      | 併 殺      | 守 備 率   | 試 合      | 刺 殺      | 補 殺      | 失 策      | 併 殺      | 守 備 率   |
| ----- | ----- | ---------- | ---------- | ---------- | ---------- | ---------- | ---------- | ---------- | ---------- | ---------- | ---------- | ---------- | ---------- | ---------- | ---------- | ---------- | ---------- | ---------- | ---------- |
| 1918  | BOS   | 47         | 57         | 4          | 6          | 3          | .910       | 12         | 20         | 0          | 1          | 0          | .952       | -          | -          | -          | -          | -          | -          |
| 1919  | BOS   | 110        | 148        | 13         | 1          | 4          | .994       | 1          | 0          | 0          | 0          | 0          | ----       | -          | -          | -          | -          | -          | -          |
| 1920  | NYY   | 32         | 57         | 1          | 4          | 1          | .935       | 25         | 46         | 1          | 6          | 0          | .887       | 84         | 140        | 20         | 9          | 2          | .947       |
| 1921  | NYY   | 132        | 271        | 15         | 9          | 4          | .969       | 21         | 67         | 2          | 4          | 1          | .945       | -          | -          | -          | -          | -          | -          |
| 1922  | NYY   | 71         | 145        | 6          | 5          | 1          | .968       | -          | -          | -          | -          | -          | -          | 39         | 74         | 7          | 5          | 0          | .942       |
| 1923  | NYY   | 67         | 167        | 7          | 3          | 1          | .983       | 7          | 20         | 0          | 0          | 0          | 1.000      | 73         | 165        | 12         | 8          | 1          | .957       |
| 1924  | NYY   | 50         | 99         | 3          | 3          | 0          | .971       | 9          | 5          | 2          | 1          | 0          | .875       | 100        | 215        | 13         | 10         | 4          | .958       |
| 1925  | NYY   | 33         | 57         | 1          | 2          | 0          | .967       | -          | -          | -          | -          | -          | -          | 66         | 131        | 11         | 4          | 3          | .973       |
| 1926  | NYY   | 82         | 161        | 6          | 3          | 3          | .982       | -          | -          | -          | -          | -          | -          | 68         | 133        | 4          | 4          | 2          | .972       |
| 1927  | NYY   | 56         | 131        | 3          | 3          | 1          | .978       | -          | -          | -          | -          | -          | -          | 94         | 194        | 10         | 10         | 3          | .953       |
| 1928  | NYY   | 55         | 80         | 0          | 3          | 0          | .964       | -          | -          | -          | -          | -          | -          | 99         | 201        | 7          | 6          | 0          | .972       |
| 1929  | NYY   | 55         | 102        | 2          | 2          | 1          | .981       | -          | -          | -          | -          | -          | -          | 77         | 125        | 2          | 2          | 1          | .984       |
| 1930  | NYY   | 53         | 96         | 2          | 4          | 0          | .961       | -          | -          | -          | -          | -          | -          | 91         | 170        | 6          | 6          | 0          | .967       |
| 1931  | NYY   | 51         | 88         | 1          | 2          | 0          | .978       | -          | -          | -          | -          | -          | -          | 91         | 139        | 4          | 5          | 2          | .966       |
| 1932  | NYY   | 44         | 57         | 2          | 3          | 0          | .952       | -          | -          | -          | -          | -          | -          | 87         | 141        | 8          | 6          | 1          | .961       |
| 1933  | NYY   | 54         | 75         | 3          | 4          | 3          | .951       | -          | -          | -          | -          | -          | -          | 78         | 135        | 6          | 3          | 1          | .979       |
| 1934  | NYY   | 33         | 44         | 0          | 2          | 0          | .957       | -          | -          | -          | -          | -          | -          | 77         | 132        | 3          | 6          | 0          | .957       |
| 1935  | BSN   | 22         | 23         | 1          | 2          | 0          | .923       | -          | -          | -          | -          | -          | -          | 4          | 5          | 0          | 0          | 0          | 1.000      |
| MLB   | MLB   | 1047       | 1858       | 70         | 61         | 22         | .969       | 75         | 158        | 5          | 12         | 1          | .931       | 1128       | 2100       | 113        | 84         | 20         | .963       |

- 各年度の太字はリーグ最高

### タイトル
- 最優秀防御率：1回（1916年）
- 首位打者：1回（1924年）
- 本塁打王：12回（1918年 - 1921年、1923年、1924年、1926年 - 1931年）
- 打点王：6回（1919年 - 1921年、1923年、1926年、1928年）

### 表彰
- シーズンMVP：1回（1923年）
- DHLホームタウン・ヒーローズ選出（2006年）

### 記録

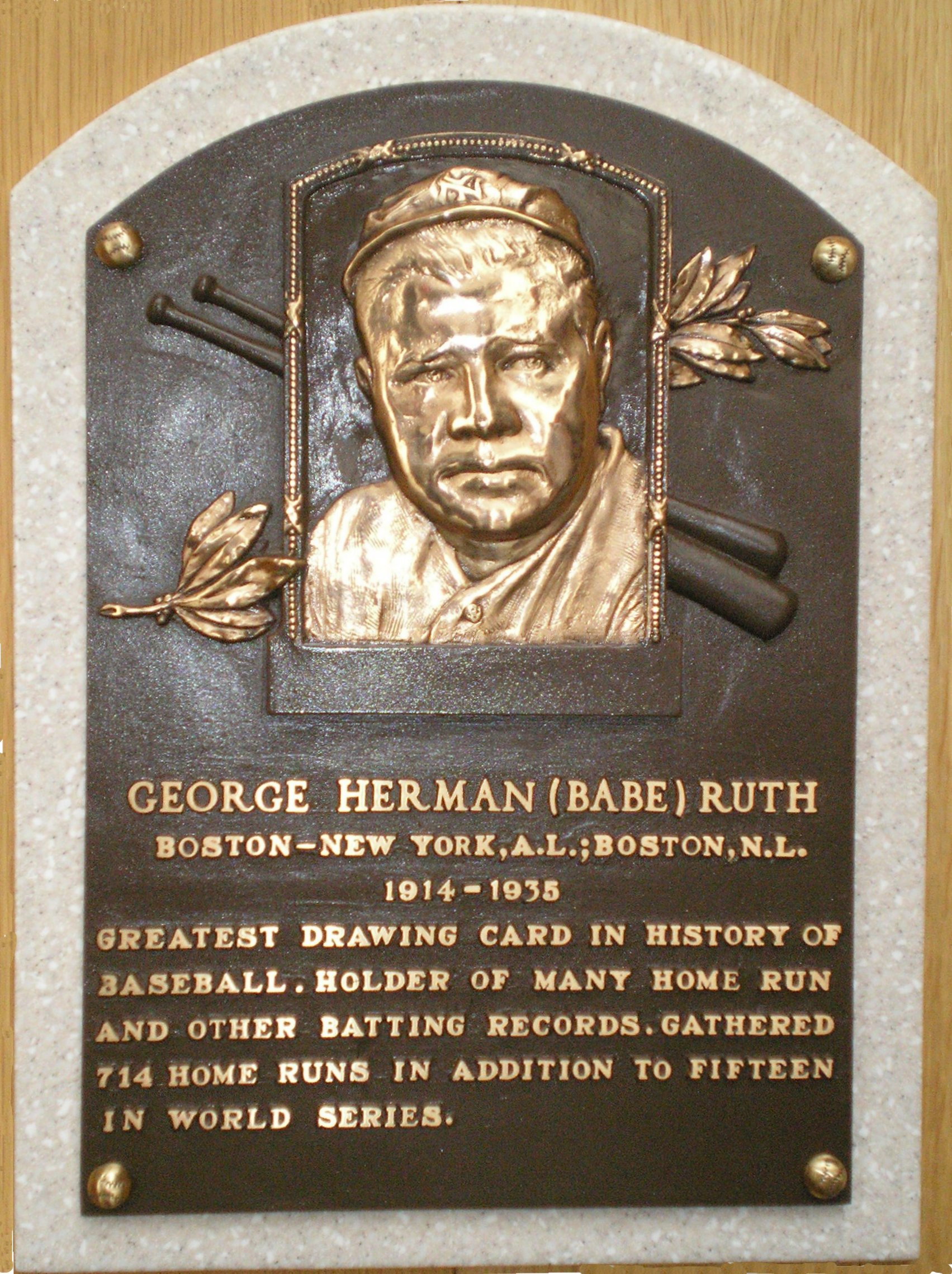
アメリカ野球殿堂に置かれたルースの銘刻板

- シーズン9完封（1916年）：ロン・ギドリーと並ぶア・リーグ左投手最多タイ記録
- MLBオールスターゲーム選出：2回（1933年、1934年）
- 最多得点：8回（1919年 - 1924年、1926年 - 1928年）
- 最多四球：11回（1920年、1921年、1923年、1924年、1926年 - 1928年、1930年 - 1933年）
- リーグ最高出塁率：10回（1919年 - 1921年、1923年、1924年、1926年、1927年、1930年 - 1932年）
- リーグ最高長打率：13回（1918年 - 1924年、1926年 - 1931年）
- リーグ最高OPS：13回（1918年 - 1924年、1926年 - 1931年）
- シーズン50本塁打：4回（1920年、1921年、1927年、1928年）※MLBタイ記録、他にもマーク・マグワイア、サミー・ソーサが達成
- シーズン40本塁打：11回（1920年、1921年、1923年、1924年、1926年 - 1932年）
- 通算サヨナラ本塁打：12本
- 通算満塁本塁打：16本
- 通算ランニング本塁打：10本
- 10勝10本塁打（1918年）※史上初、他にも大谷翔平が達成

### 背番号
- 3（1929年 - 1935年）※ニューヨーク・ヤンキースの永久欠番